# Elezioni amministrative in Italia del 2005
Le  elezioni amministrative in Italia del 2005 si sono tenute il 3 e 4 aprile (primo turno) e il 17 e 18 aprile (secondo turno).
In Sardegna, in Valle d'Aosta e in Trentino-Alto Adige le elezioni si sono tenute l'8 e 9 maggio (primo turno) e il 22 e 23 maggio (secondo turno).
In Sicilia le elezioni si sono tenute il 15 e 16 maggio (primo turno) e il 29 e 30 maggio (secondo turno).
A Bolzano le elezioni comunali si sono tenute nuovamente il 6 novembre; a Messina le elezioni comunali si sono tenute il 27 novembre (primo turno) e l'11 dicembre (secondo turno).

## Elezioni comunali di aprile

### Valle d'Aosta

#### Aosta
| Candidati                                   | Candidati                                | Voti                                     | %     | Liste               | Voti   | %     | Seggi |
| ------------------------------------------- | ---------------------------------------- | ---------------------------------------- | ----- | ------------------- | ------ | ----- | ----- |
|                                             | Guido Grimod ✔️ Sindaco                  | 11.851                                   | 57,40 | Union Valdôtaine    | 5.099  | 25,50 | 9     |
| Gauche Valdôtaine - Democratici di Sinistra | Guido Grimod ✔️ Sindaco                  | 11.851                                   | 57,40 | 2.243               | 11,22  | 4     |       |
| Stella Alpina                               | Guido Grimod ✔️ Sindaco                  | 11.851                                   | 57,40 | 2.008               | 10,04  | 3     |       |
| Fédération Autonomiste                      | Guido Grimod ✔️ Sindaco                  | 11.851                                   | 57,40 | 1.717               | 8,59   | 3     |       |
| La Margherita                               | Guido Grimod ✔️ Sindaco                  | 11.851                                   | 57,40 | 446                 | 2,23   | -     |       |
|                                             | Roberto Louvin                           | 6.834                                    | 33,10 | Vallée d'Aoste Vive | 3.298  | 16,49 | 4     |
| Federazione dei Verdi                       | Roberto Louvin                           | 6.834                                    | 33,10 | 1.370               | 6,85   | 2     |       |
| Alé Vallée - UDEUR - Unità Socialista       | Roberto Louvin                           | 6.834                                    | 33,10 | 818                 | 4,09   | 1     |       |
| Partito della Rifondazione Comunista        | Roberto Louvin                           | 6.834                                    | 33,10 | 667                 | 3,34   | -     |       |
| Uniti per Aosta                             | Roberto Louvin                           | 6.834                                    | 33,10 | 407                 | 2,04   | -     |       |
| Seggi ai candidati sindaco e vicesindaco    | Seggi ai candidati sindaco e vicesindaco | Seggi ai candidati sindaco e vicesindaco | 33,10 | 2                   |        |       |       |
|                                             | Ettore Viérin                            | 1.360                                    | 6,59  | Forza Italia        | 1.360  | 6,80  | 1     |
|                                             | Domenico Aloisi                          | 491                                      | 2,38  | Alleanza Nazionale  | 425    | 2,13  | -     |
| Centrodestra per Aosta                      | Domenico Aloisi                          | 491                                      | 2,38  | 30                  | 0,15   | -     |       |
|                                             | Giancarlo Borluzzi                       | 112                                      | 0,54  | Alternativa Sociale | 112    | 0,56  | -     |
| Totale                                      | Totale                                   | 20.648                                   |       |                     | 20.000 |       | 29    |

### Lombardia

#### Lodi
| Candidati                                    | Candidati                   | Voti                        | %     | Liste               | Voti   | %     | Seggi |
| -------------------------------------------- | --------------------------- | --------------------------- | ----- | ------------------- | ------ | ----- | ----- |
|                                              | Lorenzo Guerini ✔️ Sindaco  | 14.219                      | 54,09 | La Margherita       | 3.268  | 15,44 | 8     |
| Democratici di Sinistra                      | Lorenzo Guerini ✔️ Sindaco  | 14.219                      | 54,09 | 3.250               | 15,36  | 7     |       |
| Alleanza per Lodi                            | Lorenzo Guerini ✔️ Sindaco  | 14.219                      | 54,09 | 1.776               | 8,39   | 4     |       |
| Partito della Rifondazione Comunista         | Lorenzo Guerini ✔️ Sindaco  | 14.219                      | 54,09 | 877                 | 4,14   | 2     |       |
| Socialisti Democratici Italiani              | Lorenzo Guerini ✔️ Sindaco  | 14.219                      | 54,09 | 681                 | 3,22   | 1     |       |
| Partito dei Comunisti Italiani               | Lorenzo Guerini ✔️ Sindaco  | 14.219                      | 54,09 | 534                 | 2,52   | 1     |       |
| Federazione dei Verdi                        | Lorenzo Guerini ✔️ Sindaco  | 14.219                      | 54,09 | 492                 | 2,32   | 1     |       |
| Italia dei Valori                            | Lorenzo Guerini ✔️ Sindaco  | 14.219                      | 54,09 | 343                 | 1,62   | -     |       |
|                                              | Mauro Rossi                 | 11.600                      | 44,12 | Forza Italia        | 4.695  | 22,18 | 7     |
| Lega Nord                                    | Mauro Rossi                 | 11.600                      | 44,12 | 2.873               | 13,57  | 6     |       |
| Alleanza Nazionale                           | Mauro Rossi                 | 11.600                      | 44,12 | 1.067               | 5,04   | 1     |       |
| Unione dei Democratici Cristiani e di Centro | Mauro Rossi                 | 11.600                      | 44,12 | 930                 | 4,39   | 1     |       |
| Seggio al candidato sindaco                  | Seggio al candidato sindaco | Seggio al candidato sindaco | 44,12 | 1                   |        |       |       |
|                                              | Gianmario Invernizzi        | 471                         | 1,79  | Alternativa Sociale | 378    | 1,79  | -     |
| Totale                                       | Totale                      | 26.290                      | 100   |                     | 21.164 | 100   | 40    |

#### Mantova
| Candidati                                    | Candidati                               | Voti                        | %     | Liste                                | Voti   | %     | Seggi |
| -------------------------------------------- | --------------------------------------- | --------------------------- | ----- | ------------------------------------ | ------ | ----- | ----- |
|                                              | Fiorenza Brioni Accede al ballottaggio  | 13.478                      | 46,21 | Uniti nell'Ulivo                     | 9.932  | 41,27 | 21    |
| Partito dei Comunisti Italiani               | Fiorenza Brioni Accede al ballottaggio  | 13.478                      | 46,21 | 720                                  | 2,99   | 1     |       |
| Federazione dei Verdi                        | Fiorenza Brioni Accede al ballottaggio  | 13.478                      | 46,21 | 541                                  | 2,25   | 1     |       |
| Italia dei Valori                            | Fiorenza Brioni Accede al ballottaggio  | 13.478                      | 46,21 | 514                                  | 2,14   | 1     |       |
|                                              | Roberto Vassalle Accede al ballottaggio | 10.853                      | 37,21 | Forza Italia                         | 4.175  | 17,35 | 6     |
| Alleanza Nazionale                           | Roberto Vassalle Accede al ballottaggio | 10.853                      | 37,21 | 1.896                                | 7,88   | 3     |       |
| Lega Nord                                    | Roberto Vassalle Accede al ballottaggio | 10.853                      | 37,21 | 1.522                                | 6,32   | 2     |       |
| Unione dei Democratici Cristiani e di Centro | Roberto Vassalle Accede al ballottaggio | 10.853                      | 37,21 | 702                                  | 2,92   | 1     |       |
| Obiettivo Mantova                            | Roberto Vassalle Accede al ballottaggio | 10.853                      | 37,21 | 166                                  | 0,69   | -     |       |
| Seggio al candidato sindaco                  | Seggio al candidato sindaco             | Seggio al candidato sindaco | 37,21 | 1                                    |        |       |       |
|                                              | Matteo Gaddi                            | 2.621                       | 8,99  | Partito della Rifondazione Comunista | 1.936  | 8,05  | 3     |
|                                              | Sergio Conte                            | 782                         | 2,68  | Con Te per Mantova Libera (A)        | 635    | 2,64  | -     |
|                                              | Sergio Ciliegi                          | 641                         | 2,20  | Forum Mantova                        | 619    | 2,57  | -     |
|                                              | Giorgio Saggiani                        | 546                         | 1,87  | Civica Saggiani per Mantova (B)      | 506    | 2,10  | -     |
|                                              | Aldo Azzali                             | 247                         | 0,85  | Alternativa Sociale                  | 200    | 0,83  | -     |
| Totale                                       | Totale                                  | 29.168                      | 100   |                                      | 24.064 | 100   | 40    |

- Le liste contrassegnate con le lettere A e B sono apparentate al secondo turno con il candidato sindaco Roberto Vassalle.

Ballottaggio
| Candidati | Candidati                  | Voti   | %      |
| --------- | -------------------------- | ------ | ------ |
|           | Fiorenza Brioni ✔️ Sindaco | 13.475 | 54,50  |
|           | Roberto Vassalle           | 11.250 | 45,50  |
| Totale    | Totale                     | 24.725 | 100,00 |

#### Pavia
| Candidati                                              | Candidati                              | Voti                        | %     | Liste                   | Voti   | %     | Seggi |
| ------------------------------------------------------ | -------------------------------------- | --------------------------- | ----- | ----------------------- | ------ | ----- | ----- |
|                                                        | Piera Capitelli Accede al ballottaggio | 21.126                      | 45,05 | Democratici di Sinistra | 8.277  | 20,45 | 12    |
| Per Pavia con Albergati                                | Piera Capitelli Accede al ballottaggio | 21.126                      | 45,05 | 4.689                   | 11,59  | 7     |       |
| Socialisti Democratici Italiani - Repubblicani Europei | Piera Capitelli Accede al ballottaggio | 21.126                      | 45,05 | 1.580                   | 3,90   | 2     |       |
| Partito della Rifondazione Comunista                   | Piera Capitelli Accede al ballottaggio | 21.126                      | 45,05 | 1.528                   | 3,78   | 2     |       |
| Federazione dei Verdi                                  | Piera Capitelli Accede al ballottaggio | 21.126                      | 45,05 | 812                     | 2,01   | 1     |       |
| Partito dei Comunisti Italiani                         | Piera Capitelli Accede al ballottaggio | 21.126                      | 45,05 | 616                     | 1,52   | -     |       |
| Italia dei Valori                                      | Piera Capitelli Accede al ballottaggio | 21.126                      | 45,05 | 401                     | 0,99   | -     |       |
|                                                        | Giorgio Rondini Accede al ballottaggio | 18.979                      | 41,93 | Forza Italia            | 9.725  | 24,03 | 7     |
| Alleanza Nazionale                                     | Giorgio Rondini Accede al ballottaggio | 18.979                      | 41,93 | 3.617                   | 8,94   | 3     |       |
| Lega Nord                                              | Giorgio Rondini Accede al ballottaggio | 18.979                      | 41,93 | 2.752                   | 6,80   | 2     |       |
| Unione dei Democratici Cristiani e di Centro           | Giorgio Rondini Accede al ballottaggio | 18.979                      | 41,93 | 1.012                   | 2,50   | -     |       |
| Seggio al candidato sindaco                            | Seggio al candidato sindaco            | Seggio al candidato sindaco | 41,93 | 1                       |        |       |       |
|                                                        | Elio Veltri                            | 2.717                       | 6,00  | Cantiere per Pavia      | 2.570  | 6,35  | 2     |
|                                                        | Francesco Adenti                       | 1.553                       | 3,43  | Città per l'Uomo        | 1.426  | 3,52  | 1     |
|                                                        | Giammatteo Rona                        | 625                         | 1,38  | Comitato per Pavia      | 265    | 0,65  | -     |
| Alternativa Sociale                                    | Giammatteo Rona                        | 625                         | 1,38  | 223                     | 0,55   | -     |       |
|                                                        | Costantino Amiti                       | 576                         | 1,27  | Partito Pensionati      | 575    | 1,42  | -     |
|                                                        | Giancarlo Magenta                      | 420                         | 0,93  | Nuovo PSI               | 397    | 0,98  | -     |
| Totale                                                 | Totale                                 | 45.261                      | 100   |                         | 40.465 | 100   | 40    |

Ballottaggio
| Candidati | Candidati                  | Voti   | %      |
| --------- | -------------------------- | ------ | ------ |
|           | Piera Capitelli ✔️ Sindaco | 21.126 | 54,55  |
|           | Giorgio Rondini            | 17.602 | 45,45  |
| Totale    | Totale                     | 38.728 | 100,00 |

### Trentino-Alto Adige

#### Bolzano
| Candidati                                    | Candidati                                        | Voti   | %     | Liste                                 | Voti   | %     | Seggi |
| -------------------------------------------- | ------------------------------------------------ | ------ | ----- | ------------------------------------- | ------ | ----- | ----- |
|                                              | Giovanni Benussi Accede al ballottaggio          | 23.520 | 42,22 | Alleanza Nazionale                    | 10.277 | 20,00 | 10    |
| Forza Italia                                 | Giovanni Benussi Accede al ballottaggio          | 23.520 | 42,22 | 5.070                                 | 9,87   | 5     |       |
| Unitalia                                     | Giovanni Benussi Accede al ballottaggio          | 23.520 | 42,22 | 2.405                                 | 4,68   | 2     |       |
| Lista Benussi                                | Giovanni Benussi Accede al ballottaggio          | 23.520 | 42,22 | 2.234                                 | 4,35   | 2     |       |
| Lega Nord                                    | Giovanni Benussi Accede al ballottaggio          | 23.520 | 42,22 | 729                                   | 1,42   | 1     |       |
| Democrazia Cristiana                         | Giovanni Benussi Accede al ballottaggio          | 23.520 | 42,22 | 568                                   | 1,11   | 1     |       |
|                                              | Giovanni Salghetti Drioli Accede al ballottaggio | 19.400 | 34,83 | La Margherita                         | 6.272  | 12,21 | 6     |
| Democratici di Sinistra                      | Giovanni Salghetti Drioli Accede al ballottaggio | 19.400 | 34,83 | 4.231                                 | 8,23   | 4     |       |
| Verdi–Grüne–Vërc                             | Giovanni Salghetti Drioli Accede al ballottaggio | 19.400 | 34,83 | 2.877                                 | 5,60   | 3     |       |
| Partito della Rifondazione Comunista         | Giovanni Salghetti Drioli Accede al ballottaggio | 19.400 | 34,83 | 1.656                                 | 3,22   | 2     |       |
| Project Bozen                                | Giovanni Salghetti Drioli Accede al ballottaggio | 19.400 | 34,83 | 1.005                                 | 1,96   | 1     |       |
| Unione dei Democratici Cristiani e di Centro | Giovanni Salghetti Drioli Accede al ballottaggio | 19.400 | 34,83 | 721                                   | 1,40   | 1     |       |
| Italia dei Valori                            | Giovanni Salghetti Drioli Accede al ballottaggio | 19.400 | 34,83 | 477                                   | 0,93   | 1     |       |
| Socialisti Democratici Italiani              | Giovanni Salghetti Drioli Accede al ballottaggio | 19.400 | 34,83 | 468                                   | 0,91   | 1     |       |
|                                              | Elmar Pichler Rolle                              | 9.327  | 16,74 | Südtiroler Volkspartei (A)            | 9.109  | 17,73 | 8     |
|                                              | Cristiana Zanella                                | 1.161  | 2,08  | Alternativa- Enrosadira - Alternative | 1.095  | 2,13  | 1     |
|                                              | Carlo Carlini                                    | 954    | 1,71  | Partito dei Comunisti Italiani        | 898    | 1,75  | 1     |
|                                              | Donatella Trevisan                               | 688    | 1,24  | Antiproibizionisti                    | 665    | 1,29  | -     |
|                                              | Eva Klotz                                        | 657    | 1,18  | Union für Südtirol                    | 628    | 1,22  | -     |
| Totale                                       | Totale                                           |        |       |                                       | 51.385 |       | 50    |

- La lista contrassegnata con la lettera A è apparentata al secondo turno con il candidato sindaco Giovanni Salghetti Drioli.

Ballottaggio
| Candidati | Candidati                   | Voti   | %     |
| --------- | --------------------------- | ------ | ----- |
|           | Giovanni Benussi ✔️ Sindaco | 25.619 | 50,01 |
|           | Giovanni Salghetti Drioli   | 25.612 | 49,99 |
| Totale    |                             |        |       |

#### Trento
| Candidati                             | Candidati                 | Voti   | %     | Liste                                        | Voti   | %     | Seggi |
| ------------------------------------- | ------------------------- | ------ | ----- | -------------------------------------------- | ------ | ----- | ----- |
|                                       | Alberto Pacher ✔️ Sindaco | 38.514 | 64,33 | Civica Margherita                            | 15.853 | 28,58 | 16    |
| Trento Democratica                    | Alberto Pacher ✔️ Sindaco | 38.514 | 64,33 | 9.820                                        | 17,70  | 10    |       |
| Verdi e Democratici                   | Alberto Pacher ✔️ Sindaco | 38.514 | 64,33 | 2.285                                        | 4,12   | 2     |       |
| Socialisti Democratici Italiani       | Alberto Pacher ✔️ Sindaco | 38.514 | 64,33 | 2.244                                        | 4,05   | 2     |       |
| Partito Autonomista Trentino Tirolese | Alberto Pacher ✔️ Sindaco | 38.514 | 64,33 | 1.924                                        | 3,47   | 1     |       |
| Centro Popolare Autonomista           | Alberto Pacher ✔️ Sindaco | 38.514 | 64,33 | 1.449                                        | 2,61   | 1     |       |
| Leali al Trentino                     | Alberto Pacher ✔️ Sindaco | 38.514 | 64,33 | 1.029                                        | 1,86   | 1     |       |
| Partito dei Comunisti Italiani        | Alberto Pacher ✔️ Sindaco | 38.514 | 64,33 | 793                                          | 1,43   | -     |       |
|                                       | Ettore Zampiccoli         | 6.642  | 11,09 | Forza Italia                                 | 6.442  | 11,61 | 6     |
|                                       | Sergio Divina             | 3.890  | 6,50  | Lega Nord                                    | 2.897  | 5,22  | 3     |
| Lista Civica Port'Aquila              | Sergio Divina             | 3.890  | 6,50  | 531                                          | 0,96   | -     |       |
|                                       | Lucia Coppola             | 3.410  | 5,70  | Partito della Rifondazione Comunista         | 3.172  | 5,72  | 3     |
|                                       | Antonio Coradello         | 2.366  | 3,95  | Alleanza Nazionale                           | 2.195  | 3,96  | 2     |
|                                       | Flavio Maria Tarolli      | 2.195  | 3,67  | Unione dei Democratici Cristiani e di Centro | 2.135  | 3,85  | 1     |
|                                       | Bruno Firmani             | 1.202  | 2,01  | Italia dei Valori                            | 1.169  | 2,11  | 1     |
|                                       | Claudio Taverna           | 1.013  | 1,69  | Lista Taverna                                | 933    | 1,68  | -     |
|                                       | Claudio De Paoli          | 636    | 1,06  | Su la Testa                                  | 599    | 1,08  | -     |
| Totale                                | Totale                    | 59.868 |       |                                              | 55.470 |       | 49    |

### Veneto

#### Venezia
| Candidati                                    | Candidati                               | Voti                        | %     | Liste                                | Voti    | %     | Seggi |
| -------------------------------------------- | --------------------------------------- | --------------------------- | ----- | ------------------------------------ | ------- | ----- | ----- |
|                                              | Felice Casson Accede al ballottaggio    | 60.837                      | 37,68 | Democratici di Sinistra              | 26.531  | 21,15 | 6     |
| Partito della Rifondazione Comunista         | Felice Casson Accede al ballottaggio    | 60.837                      | 37,68 | 8.509                                | 6,78    | 1     |       |
| Federazione dei Verdi                        | Felice Casson Accede al ballottaggio    | 60.837                      | 37,68 | 4.882                                | 3,89    | 1     |       |
| Partito Socialista Democratico Italiano      | Felice Casson Accede al ballottaggio    | 60.837                      | 37,68 | 4.463                                | 3,56    | 1     |       |
| Partito dei Comunisti Italiani               | Felice Casson Accede al ballottaggio    | 60.837                      | 37,68 | 2.661                                | 2,12    | -     |       |
| Italia dei Valori                            | Felice Casson Accede al ballottaggio    | 60.837                      | 37,68 | 2.544                                | 2,03    | -     |       |
| Socialisti Democratici Italiani              | Felice Casson Accede al ballottaggio    | 60.837                      | 37,68 | 1.630                                | 1,30    | -     |       |
| Seggio al candidato sindaco                  | Seggio al candidato sindaco             | Seggio al candidato sindaco | 37,68 | 1                                    |         |       |       |
|                                              | Massimo Cacciari Accede al ballottaggio | 37.488                      | 23,22 | La Margherita                        | 16.855  | 13,44 | 26    |
| Popolari UDEUR                               | Massimo Cacciari Accede al ballottaggio | 37.488                      | 23,22 | 1.784                                | 1,42    | 2     |       |
|                                              | Cesare Campa                            | 32.726                      | 20,27 | Forza Italia                         | 25.726  | 20,51 | 4     |
| Unione dei Democratici Cristiani e di Centro | Cesare Campa                            | 32.726                      | 20,27 | 3.966                                | 3,16    | -     |       |
| Seggio al candidato sindaco                  | Seggio al candidato sindaco             | Seggio al candidato sindaco | 20,27 | 1                                    |         |       |       |
|                                              | Raffaele Speranzon                      | 10.021                      | 6,21  | Alleanza Nazionale                   | 8.210   | 6,55  | -     |
| Più Donne                                    | Raffaele Speranzon                      | 10.021                      | 6,21  | 280                                  | 0,22    | -     |       |
| Seggio al candidato sindaco                  | Seggio al candidato sindaco             | Seggio al candidato sindaco | 6,21  | 1                                    |         |       |       |
|                                              | Augusto Salvadori                       | 6.905                       | 4,28  | Lista Salvadori                      | 3.966   | 3,16  | -     |
| Progetto Nordest                             | Augusto Salvadori                       | 6.905                       | 4,28  | 1.175                                | 0,94    | -     |       |
| Seggio al candidato sindaco                  | Seggio al candidato sindaco             | Seggio al candidato sindaco | 4,28  | 1                                    |         |       |       |
|                                              | Alberto Mazzonetto                      | 5.419                       | 3,36  | Lega Nord                            | 4.619   | 3,68  | -     |
| Venezia e Mestre                             | Alberto Mazzonetto                      | 5.419                       | 3,36  | 336                                  | 0,27    | -     |       |
| Seggio al candidato sindaco                  | Seggio al candidato sindaco             | Seggio al candidato sindaco | 3,36  | 1                                    |         |       |       |
|                                              | Maurizio Crovato                        | 4.268                       | 2,64  | Uno di Noi                           | 3.579   | 2,85  | -     |
|                                              | Carlo Ripa di Meana                     | 1.619                       | 1,00  | Lista Verde Civica                   | 916     | 0,73  | -     |
| Movimento Lavoratori                         | Carlo Ripa di Meana                     | 1.619                       | 1,00  | 476                                  | 0,38    | -     |       |
| Lista Consumatori                            | Carlo Ripa di Meana                     | 1.619                       | 1,00  | 158                                  | 0,13    | -     |       |
|                                              | Vittorio Salvagno                       | 1.424                       | 0,88  | Socialisti Laici Liberali            | 1.461   | 1,16  | -     |
|                                              | Giampalo Pighin                         | 494                         | 0,31  | Progetto Autonomia                   | 465     | 0,37  | -     |
|                                              | Francesco Mario D'Elia                  | 264                         | 0,16  | Movimento Autonomia Venezia e Mestre | 225     | 0,18  | -     |
| Totale                                       | Totale                                  | 161.465                     | 100   |                                      | 125.417 | 100   | 46    |

Ballottaggio
| Candidati | Candidati                   | Voti    | %      |
| --------- | --------------------------- | ------- | ------ |
|           | Massimo Cacciari ✔️ Sindaco | 64.315  | 50,53  |
|           | Felice Casson               | 62.974  | 49,47  |
| Totale    | Totale                      | 127.289 | 100,00 |

### Marche

#### Macerata
| Candidati                                        | Candidati                   | Voti                        | %     | Liste                   | Voti   | %     | Seggi |
| ------------------------------------------------ | --------------------------- | --------------------------- | ----- | ----------------------- | ------ | ----- | ----- |
|                                                  | Giorgio Meschini ✔️ Sindaco | 15.464                      | 59,37 | Democratici di Sinistra | 3.825  | 16,24 | 7     |
| La Margherita                                    | Giorgio Meschini ✔️ Sindaco | 15.464                      | 59,37 | 3.538                   | 15,02  | 7     |       |
| Città Viva                                       | Giorgio Meschini ✔️ Sindaco | 15.464                      | 59,37 | 1.616                   | 6,86   | 3     |       |
| Partito della Rifondazione Comunista             | Giorgio Meschini ✔️ Sindaco | 15.464                      | 59,37 | 1.488                   | 6,32   | 3     |       |
| Partito dei Comunisti Italiani                   | Giorgio Meschini ✔️ Sindaco | 15.464                      | 59,37 | 1.229                   | 5,22   | 2     |       |
| Socialisti Democratici Italiani-Unità Socialista | Giorgio Meschini ✔️ Sindaco | 15.464                      | 59,37 | 796                     | 3,38   | 1     |       |
| Repubblicani Europei-Città dell'Uomo             | Giorgio Meschini ✔️ Sindaco | 15.464                      | 59,37 | 537                     | 2,28   | 1     |       |
| Popolari UDEUR                                   | Giorgio Meschini ✔️ Sindaco | 15.464                      | 59,37 | 416                     | 1,77   | -     |       |
| Italia dei Valori                                | Giorgio Meschini ✔️ Sindaco | 15.464                      | 59,37 | 357                     | 1,52   | -     |       |
|                                                  | Giovanni Meriggi            | 7.070                       | 27,14 | Alleanza Nazionale      | 2.917  | 12,38 | 5     |
| Forza Italia                                     | Giovanni Meriggi            | 7.070                       | 27,14 | 2.188                   | 9,29   | 3     |       |
| Unione dei Democratici Cristiani e di Centro     | Giovanni Meriggi            | 7.070                       | 27,14 | 1.680                   | 7,13   | 3     |       |
| Lista Meriggi Sindaco                            | Giovanni Meriggi            | 7.070                       | 27,14 | 243                     | 1,03   | -     |       |
| Lega Nord                                        | Giovanni Meriggi            | 7.070                       | 27,14 | 150                     | 0,64   | -     |       |
| Seggio al candidato sindaco                      | Seggio al candidato sindaco | Seggio al candidato sindaco | 27,14 | 1                       |        |       |       |
|                                                  | Anna Menghi                 | 2.360                       | 9,06  | Comitato Anna Menghi    | 1.779  | 7,55  | 3     |
|                                                  | Arrigo Antolini             | 1.155                       | 4,43  | Uniti per Macerata      | 801    | 3,40  | 1     |
| Totale                                           | Totale                      | 26.049                      |       |                         | 23.560 |       | 40    |

### Abruzzo

#### Chieti
| Candidati                            | Candidati                              | Voti                        | %     | Liste                                        | Voti   | %     | Seggi |
| ------------------------------------ | -------------------------------------- | --------------------------- | ----- | -------------------------------------------- | ------ | ----- | ----- |
|                                      | Francesco Ricci Accede al ballottaggio | 17.331                      | 46,36 | Democratici di Sinistra                      | 4.841  | 14,02 | 8     |
| La Margherita                        | Francesco Ricci Accede al ballottaggio | 17.331                      | 46,36 | 4.143                                        | 12,00  | 7     |       |
| Città del Domani                     | Francesco Ricci Accede al ballottaggio | 17.331                      | 46,36 | 2.562                                        | 7,42   | 4     |       |
| Partito della Rifondazione Comunista | Francesco Ricci Accede al ballottaggio | 17.331                      | 46,36 | 1.589                                        | 4,60   | 2     |       |
| Socialisti Democratici Italiani      | Francesco Ricci Accede al ballottaggio | 17.331                      | 46,36 | 1.095                                        | 3,17   | 2     |       |
| Italia dei Valori                    | Francesco Ricci Accede al ballottaggio | 17.331                      | 46,36 | 716                                          | 2,07   | 1     |       |
|                                      | Enrico Rispoli Accede al ballottaggio  | 9.460                       | 25,31 | Forza Italia                                 | 4.149  | 12,02 | 3     |
| Alleanza Nazionale                   | Enrico Rispoli Accede al ballottaggio  | 9.460                       | 25,31 | 3.257                                        | 9,43   | 3     |       |
| Democrazia Cristiana                 | Enrico Rispoli Accede al ballottaggio  | 9.460                       | 25,31 | 1.199                                        | 3,47   | 1     |       |
| Seggio al candidato sindaco          | Seggio al candidato sindaco            | Seggio al candidato sindaco | 25,31 | 1                                            |        |       |       |
|                                      | Emanuele Buracchio                     | 4.104                       | 10,98 | Lista per Chieti                             | 4.533  | 13,13 | 4     |
|                                      | Raffaele Di Felice                     | 3.868                       | 10,35 | Unione dei Democratici Cristiani e di Centro | 1.498  | 4,34  | 1     |
| Popolari UDEUR                       | Raffaele Di Felice                     | 3.868                       | 10,35 | 1.362                                        | 3,95   | 1     |       |
| Città Libera                         | Raffaele Di Felice                     | 3.868                       | 10,35 | 782                                          | 2,27   | 1     |       |
| Patto per Chieti                     | Raffaele Di Felice                     | 3.868                       | 10,35 | 224                                          | 0,65   | -     |       |
| Seggio al candidato sindaco          | Seggio al candidato sindaco            | Seggio al candidato sindaco | 10,35 | 1                                            |        |       |       |
|                                      | Giustino Angeloni                      | 1.133                       | 3,03  | Alternativa Sociale                          | 870    | 2,52  | -     |
|                                      | Antonio Rocci                          | 716                         | 1,92  | Progetto Chieti                              | 692    | 2,00  | -     |
|                                      | Vito Giardinelli                       | 698                         | 1,87  | Chieti Futura                                | 953    | 2,76  | -     |
|                                      | Annamaria Vero                         | 73                          | 0,20  | Sogno Italiano                               | 58     | 0,17  | -     |
| Totale                               | Totale                                 | 37.383                      |       |                                              | 34.523 |       | 40    |

Ballottaggio
| Candidati | Candidati                  | Voti   | %      |
| --------- | -------------------------- | ------ | ------ |
|           | Francesco Ricci ✔️ Sindaco | 19.968 | 64,29  |
|           | Enrico Rispoli             | 11.089 | 35,71  |
| Totale    | Totale                     | 31.057 | 100,00 |

### Puglia

#### Andria
| Candidati                                    | Candidati                               | Voti                        | %     | Liste                   | Voti   | %     | Seggi |
| -------------------------------------------- | --------------------------------------- | --------------------------- | ----- | ----------------------- | ------ | ----- | ----- |
|                                              | Benedetto Fucci Accede al ballottaggio  | 29.072                      | 47,92 | Forza Italia            | 7.307  | 12,70 | 4     |
| Alleanza Nazionale                           | Benedetto Fucci Accede al ballottaggio  | 29.072                      | 47,92 | 5.384                   | 9,36   | 3     |       |
| Tutti per Andria                             | Benedetto Fucci Accede al ballottaggio  | 29.072                      | 47,92 | 5.139                   | 8,93   | 3     |       |
| Unione dei Democratici Cristiani e di Centro | Benedetto Fucci Accede al ballottaggio  | 29.072                      | 47,92 | 4.201                   | 7,30   | 2     |       |
| Patto per Andria                             | Benedetto Fucci Accede al ballottaggio  | 29.072                      | 47,92 | 3.093                   | 5,37   | 1     |       |
| Popolari per la Puglia                       | Benedetto Fucci Accede al ballottaggio  | 29.072                      | 47,92 | 1.451                   | 2,52   | -     |       |
| Lista Andria Nuova                           | Benedetto Fucci Accede al ballottaggio  | 29.072                      | 47,92 | 308                     | 0,54   | -     |       |
| Democrazia Popolare                          | Benedetto Fucci Accede al ballottaggio  | 29.072                      | 47,92 | 280                     | 0,49   | -     |       |
| Seggio al candidato sindaco                  | Seggio al candidato sindaco             | Seggio al candidato sindaco | 47,92 | 1                       |        |       |       |
|                                              | Vincenzo Zaccaro Accede al ballottaggio | 25.452                      | 41,95 | Democratici di Sinistra | 8.055  | 14,00 | 9     |
| La Margherita                                | Vincenzo Zaccaro Accede al ballottaggio | 25.452                      | 41,95 | 6.604                   | 11,48  | 7     |       |
| Con Zaccaro                                  | Vincenzo Zaccaro Accede al ballottaggio | 25.452                      | 41,95 | 5.041                   | 8,76   | 5     |       |
| Partito della Rifondazione Comunista         | Vincenzo Zaccaro Accede al ballottaggio | 25.452                      | 41,95 | 2.625                   | 4,56   | 2     |       |
| Recupero e Sviluppo                          | Vincenzo Zaccaro Accede al ballottaggio | 25.452                      | 41,95 | 1.240                   | 2,15   | 1     |       |
| Popolari UDEUR                               | Vincenzo Zaccaro Accede al ballottaggio | 25.452                      | 41,95 | 600                     | 1,04   | -     |       |
|                                              | Francesco Raffaele Piccolo              | 4.896                       | 8,07  | Federazione dei Verdi   | 2.387  | 4,15  | 1     |
| Sinistra Attiva                              | Francesco Raffaele Piccolo              | 4.896                       | 8,07  | 1.306                   | 2,27   | -     |       |
| Partito dei Comunisti Italiani               | Francesco Raffaele Piccolo              | 4.896                       | 8,07  | 772                     | 1,34   | -     |       |
| Partito Socialista Democratico Italiano      | Francesco Raffaele Piccolo              | 4.896                       | 8,07  | 728                     | 1,27   | -     |       |
| Seggio al candidato sindaco                  | Seggio al candidato sindaco             | Seggio al candidato sindaco | 8,07  | 1                       |        |       |       |
|                                              | Riccardo Zingaro                        | 1.254                       | 2,07  | Nuovo PSI (A)           | 1.024  | 1,78  | -     |
| Totale                                       | Totale                                  | 60.674                      |       |                         | 57.545 |       | 40    |

- La lista contrassegnata con la lettera A è apparentata al secondo turno con il candidato sindaco Benedetto Francesco Fucci.

Ballottaggio
| Candidati | Candidati                   | Voti   | %      |
| --------- | --------------------------- | ------ | ------ |
|           | Vincenzo Zaccaro ✔️ Sindaco | 28.484 | 51,95  |
|           | Benedetto Fucci             | 26.343 | 48,05  |
| Totale    | Totale                      | 54.827 | 100,00 |

#### Taranto
| Candidati                            | Candidati                   | Voti                        | %     | Liste                                        | Voti    | %     | Seggi |
| ------------------------------------ | --------------------------- | --------------------------- | ----- | -------------------------------------------- | ------- | ----- | ----- |
|                                      | Rossana Di Bello ✔️ Sindaco | 76.046                      | 57,88 | Unione dei Democratici Cristiani e di Centro | 20.079  | 16,40 | 7     |
| Con Di Bello                         | Rossana Di Bello ✔️ Sindaco | 76.046                      | 57,88 | 19.114                                       | 15,61   | 7     |       |
| Forza Italia                         | Rossana Di Bello ✔️ Sindaco | 76.046                      | 57,88 | 13.187                                       | 10,77   | 5     |       |
| Alleanza Nazionale                   | Rossana Di Bello ✔️ Sindaco | 76.046                      | 57,88 | 11.860                                       | 9,69    | 4     |       |
| Forum                                | Rossana Di Bello ✔️ Sindaco | 76.046                      | 57,88 | 3.827                                        | 3,13    | 1     |       |
| Rosa                                 | Rossana Di Bello ✔️ Sindaco | 76.046                      | 57,88 | 1.857                                        | 1,52    | -     |       |
| Progetto Sud                         | Rossana Di Bello ✔️ Sindaco | 76.046                      | 57,88 | 874                                          | 0,71    | -     |       |
| Taranto Sana                         | Rossana Di Bello ✔️ Sindaco | 76.046                      | 57,88 | 874                                          | 0,71    | -     |       |
| Movimento Idea Sociale               | Rossana Di Bello ✔️ Sindaco | 76.046                      | 57,88 | 422                                          | 0,34    | -     |       |
|                                      | Ludovico Vico               | 45.324                      | 34,50 | Democratici di Sinistra                      | 19.324  | 15,78 | 7     |
| Lista Florido                        | Ludovico Vico               | 45.324                      | 34,50 | 5.779                                        | 4,72    | 2     |       |
| La Margherita                        | Ludovico Vico               | 45.324                      | 34,50 | 5.384                                        | 4,40    | 2     |       |
| Socialisti Democratici Italiani      | Ludovico Vico               | 45.324                      | 34,50 | 3.798                                        | 3,10    | 1     |       |
| Partito della Rifondazione Comunista | Ludovico Vico               | 45.324                      | 34,50 | 2.738                                        | 2,24    | 1     |       |
| Partito dei Comunisti Italiani       | Ludovico Vico               | 45.324                      | 34,50 | 2.060                                        | 1,68    | -     |       |
| Popolari UDEUR                       | Ludovico Vico               | 45.324                      | 34,50 | 1.770                                        | 1,45    | -     |       |
| Federazione dei Verdi                | Ludovico Vico               | 45.324                      | 34,50 | 562                                          | 0,46    | -     |       |
| Italia dei Valori                    | Ludovico Vico               | 45.324                      | 34,50 | 268                                          | 0,22    | -     |       |
| Seggio al candidato sindaco          | Seggio al candidato sindaco | Seggio al candidato sindaco | 34,50 | 1                                            |         |       |       |
|                                      | Filippo Condemi             | 8.103                       | 6,17  | Lista Condemi                                | 6.654   | 5,43  | 1     |
| Movimento Popolare                   | Filippo Condemi             | 8.103                       | 6,17  | 411                                          | 0,34    | -     |       |
| Seggio al candidato sindaco          | Seggio al candidato sindaco | Seggio al candidato sindaco | 6,17  | 1                                            |         |       |       |
|                                      | Arturo Masi                 | 815                         | 0,62  | Alternativa Sociale                          | 751     | 0,61  | -     |
|                                      | Giovanni La Gioia           | 789                         | 0,60  | Lista Taranto                                | 643     | 0,53  | -     |
|                                      | Giuseppe Quaranta           | 172                         | 0,13  | Sud Libero                                   | 94      | 0,08  | -     |
|                                      | Alfonso Alfano              | 139                         | 0,11  | Movimento Disoccupati                        | 106     | 0,09  | -     |
| Totale                               | Totale                      | 131.388                     |       |                                              | 122.436 |       | 40    |

### Calabria

#### Vibo Valentia
| Candidati                                    | Candidati                     | Voti                        | %     | Liste                                 | Voti   | %     | Seggi |
| -------------------------------------------- | ----------------------------- | --------------------------- | ----- | ------------------------------------- | ------ | ----- | ----- |
|                                              | Francesco Sammarco ✔️ Sindaco | 14.432                      | 65,13 | La Margherita                         | 4.239  | 19,54 | 9     |
| Democratici di Sinistra                      | Francesco Sammarco ✔️ Sindaco | 14.432                      | 65,13 | 2.698                                 | 12,44  | 6     |       |
| Popolari UDEUR                               | Francesco Sammarco ✔️ Sindaco | 14.432                      | 65,13 | 1.960                                 | 9,04   | 4     |       |
| Socialismo e Libertà                         | Francesco Sammarco ✔️ Sindaco | 14.432                      | 65,13 | 1.372                                 | 6,32   | 3     |       |
| Socialisti Democratici Italiani              | Francesco Sammarco ✔️ Sindaco | 14.432                      | 65,13 | 1.141                                 | 5,26   | 2     |       |
| Federazione dei Verdi                        | Francesco Sammarco ✔️ Sindaco | 14.432                      | 65,13 | 1.056                                 | 4,87   | 2     |       |
| Partito della Rifondazione Comunista         | Francesco Sammarco ✔️ Sindaco | 14.432                      | 65,13 | 717                                   | 3,31   | 1     |       |
| Progetto Calabrie (PdCI-IdV)                 | Francesco Sammarco ✔️ Sindaco | 14.432                      | 65,13 | 438                                   | 2,02   | -     |       |
| Partito Socialista Democratico Italiano      | Francesco Sammarco ✔️ Sindaco | 14.432                      | 65,13 | 433                                   | 2,00   | -     |       |
|                                              | Martino Grillo                | 7.174                       | 32,38 | Alleanza Nazionale                    | 2.470  | 11,39 | 4     |
| Unione dei Democratici Cristiani e di Centro | Martino Grillo                | 7.174                       | 32,38 | 2.349                                 | 10,83  | 4     |       |
| Forza Italia                                 | Martino Grillo                | 7.174                       | 32,38 | 1.852                                 | 8,54   | 3     |       |
| Democrazia Cristiana                         | Martino Grillo                | 7.174                       | 32,38 | 528                                   | 2,43   | 1     |       |
| Seggio al candidato sindaco                  | Seggio al candidato sindaco   | Seggio al candidato sindaco | 32,38 | 1                                     |        |       |       |
|                                              | Francesco Carchedi            | 553                         | 2,50  | Nuovo PSI - Partito Liberale Italiano | 440    | 2,03  | -     |
| Totale                                       | Totale                        | 22.159                      |       |                                       | 21.693 |       | 40    |

### Sicilia

#### Catania
| Candidati                                    | Candidati                     | Voti    | %     | Liste                         | Voti    | %     | Seggi |
| -------------------------------------------- | ----------------------------- | ------- | ----- | ----------------------------- | ------- | ----- | ----- |
|                                              | Umberto Scapagnini ✔️ Sindaco | 98.557  | 52,19 | Forza Italia                  | 28.618  | 16,21 | 9     |
| Movimento per l'Autonomia                    | Umberto Scapagnini ✔️ Sindaco | 98.557  | 52,19 | 16.321                        | 9,24    | 5     |       |
| Alleanza Nazionale                           | Umberto Scapagnini ✔️ Sindaco | 98.557  | 52,19 | 13.652                        | 7,73    | 4     |       |
| Ama Catania                                  | Umberto Scapagnini ✔️ Sindaco | 98.557  | 52,19 | 8.677                         | 4,91    | 2     |       |
| Unione dei Democratici Cristiani e di Centro | Umberto Scapagnini ✔️ Sindaco | 98.557  | 52,19 | 7.245                         | 4,10    | 2     |       |
| Famiglia Lavoro Solidarietà                  | Umberto Scapagnini ✔️ Sindaco | 98.557  | 52,19 | 6.326                         | 3,58    | 2     |       |
| Nuova Sicilia                                | Umberto Scapagnini ✔️ Sindaco | 98.557  | 52,19 | 5.055                         | 2,86    | 1     |       |
| In Centro                                    | Umberto Scapagnini ✔️ Sindaco | 98.557  | 52,19 | 4.288                         | 2,43    | 1     |       |
| Noi                                          | Umberto Scapagnini ✔️ Sindaco | 98.557  | 52,19 | 3.109                         | 1,76    | 1     |       |
| Giovane Alleanza                             | Umberto Scapagnini ✔️ Sindaco | 98.557  | 52,19 | 2.559                         | 1,45    | -     |       |
| Forza Catania                                | Umberto Scapagnini ✔️ Sindaco | 98.557  | 52,19 | 2.101                         | 1,19    | -     |       |
| Unione per la Garanzia della Sicilia         | Umberto Scapagnini ✔️ Sindaco | 98.557  | 52,19 | 1.201                         | 0,68    | -     |       |
| Nuovo PSI - Partito Liberale Italiano        | Umberto Scapagnini ✔️ Sindaco | 98.557  | 52,19 | 1.055                         | 0,60    | -     |       |
| Patto per la Sicilia - Rinascita Siciliana   | Umberto Scapagnini ✔️ Sindaco | 98.557  | 52,19 | 615                           | 0,35    | -     |       |
|                                              | Enzo Bianco                   | 86.252  | 45,67 | Con Bianco per Catania        | 25.032  | 14,18 | 8     |
| La Margherita                                | Enzo Bianco                   | 86.252  | 45,67 | 11.270                        | 6,38    | 3     |       |
| La Margherita con Bianco                     | Enzo Bianco                   | 86.252  | 45,67 | 10.773                        | 6,10    | 3     |       |
| Democratici di Sinistra                      | Enzo Bianco                   | 86.252  | 45,67 | 9.715                         | 5,50    | 3     |       |
| Popolari UDEUR                               | Enzo Bianco                   | 86.252  | 45,67 | 4.720                         | 2,67    | 1     |       |
| Partito dei Comunisti Italiani               | Enzo Bianco                   | 86.252  | 45,67 | 2.747                         | 1,56    | -     |       |
| Socialisti Democratici Italiani              | Enzo Bianco                   | 86.252  | 45,67 | 2.496                         | 1,41    | -     |       |
| Partito della Rifondazione Comunista         | Enzo Bianco                   | 86.252  | 45,67 | 2.143                         | 1,21    | -     |       |
| Italia dei Valori                            | Enzo Bianco                   | 86.252  | 45,67 | 1.560                         | 0,88    | -     |       |
| Federazione dei Verdi                        | Enzo Bianco                   | 86.252  | 45,67 | 898                           | 0,51    | -     |       |
| Vivere la Città                              | Enzo Bianco                   | 86.252  | 45,67 | 741                           | 0,42    | -     |       |
| I Siciliani                                  | Enzo Bianco                   | 86.252  | 45,67 | 233                           | 0,13    | -     |       |
|                                              | Angelo Attaguile              | 1.298   | 0,69  | Democrazia Cristiana          | 1.223   | 0,69  | -     |
|                                              | Antonino Fiumefreddo          | 1.192   | 0,63  | Lista Fiumefreddo             | 848     | 0,48  | -     |
|                                              | Giuseppe Montalto             | 667     | 0,35  | Alternativa Sociale           | 649     | 0,37  | -     |
|                                              | Alessandra Zappalà            | 666     | 0,35  | Lista Consumatori             | 494     | 0,28  | -     |
|                                              | Filippo Zaccà                 | 219     | 0,12  | Partito Repubblicano Italiano | 214     | 0,12  | -     |
| Totale                                       | Totale                        | 188.851 | 100   |                               | 176.578 | 100   | 45    |

#### Enna
| Candidati                                    | Candidati                  | Voti   | %     | Liste                            | Voti   | %     | Seggi |
| -------------------------------------------- | -------------------------- | ------ | ----- | -------------------------------- | ------ | ----- | ----- |
|                                              | Gaspare Agnello ✔️ Sindaco | 11.283 | 56,20 | Democratici di Sinistra          | 4.794  | 24,33 | 8     |
| La Margherita                                | Gaspare Agnello ✔️ Sindaco | 11.283 | 56,20 | 4.431                            | 22,49  | 8     |       |
| Sinistra Democratica                         | Gaspare Agnello ✔️ Sindaco | 11.283 | 56,20 | 1.333                            | 6,77   | 2     |       |
| Popolari UDEUR                               | Gaspare Agnello ✔️ Sindaco | 11.283 | 56,20 | 543                              | 2,76   | -     |       |
| Partito della Rifondazione Comunista         | Gaspare Agnello ✔️ Sindaco | 11.283 | 56,20 | 381                              | 1,93   | -     |       |
| Italia dei Valori                            | Gaspare Agnello ✔️ Sindaco | 11.283 | 56,20 | 99                               | 0,50   | -     |       |
| Partito dei Comunisti Italiani               | Gaspare Agnello ✔️ Sindaco | 11.283 | 56,20 | 45                               | 0,23   | -     |       |
|                                              | Giovanni Palermo           | 4.728  | 23,55 | Forza Italia                     | 2.723  | 13,82 | 5     |
| Unione dei Democratici Cristiani e di Centro | Giovanni Palermo           | 4.728  | 23,55 | 2.429                            | 12,33  | 4     |       |
| Solidarietà per Enna                         | Giovanni Palermo           | 4.728  | 23,55 | 377                              | 1,91   | -     |       |
|                                              | Dante Ferrari              | 3.232  | 16,10 | Alleanza Nazionale               | 2.078  | 10,55 | 3     |
|                                              | Paolo Antonio Lombardo     | 330    | 1,64  | Nuovo PSI - Noi Siciliani        | 217    | 1,10  | -     |
|                                              | Giuseppe Cannarozzo        | 267    | 1,33  | Democrazia Popolare per l'Europa | 154    | 0,78  | -     |
|                                              | Giuseppe Gloria            | 235    | 1,17  | Partito Nazionale Democratico    | 100    | 0,51  | -     |
| Totale                                       | Totale                     | 20.075 |       |                                  | 19.704 | 100   | 30    |

### Sardegna

#### Iglesias
| Candidati                            | Candidati                              | Voti                        | %     | Liste                   | Voti   | %     | Seggi |
| ------------------------------------ | -------------------------------------- | --------------------------- | ----- | ----------------------- | ------ | ----- | ----- |
|                                      | Pierluigi Carta Accede al ballottaggio | 7.491                       | 40,89 | Democratici di Sinistra | 2.142  | 12,71 | 5     |
| Progetto Sardegna                    | Pierluigi Carta Accede al ballottaggio | 7.491                       | 40,89 | 1.700                   | 10,08  | 3     |       |
| La Margherita                        | Pierluigi Carta Accede al ballottaggio | 7.491                       | 40,89 | 1.087                   | 6,45   | 2     |       |
| Partito dei Comunisti Italiani       | Pierluigi Carta Accede al ballottaggio | 7.491                       | 40,89 | 541                     | 3,21   | 1     |       |
| Partito della Rifondazione Comunista | Pierluigi Carta Accede al ballottaggio | 7.491                       | 40,89 | 459                     | 2,72   | 1     |       |
| Giovani per la Città                 | Pierluigi Carta Accede al ballottaggio | 7.491                       | 40,89 | 201                     | 1,19   | -     |       |
|                                      | Giulio Steri Accede al ballottaggio    | 6.165                       | 33,65 | Centro Popolare         | 3.480  | 20,64 | 3     |
| Forza Italia                         | Giulio Steri Accede al ballottaggio    | 6.165                       | 33,65 | 1.289                   | 7,65   | 1     |       |
| Riformatori Sardi                    | Giulio Steri Accede al ballottaggio    | 6.165                       | 33,65 | 915                     | 5,43   | 1     |       |
| Democratici Cattolici Sardi          | Giulio Steri Accede al ballottaggio    | 6.165                       | 33,65 | 622                     | 3,69   | -     |       |
| Rinascita Progresso                  | Giulio Steri Accede al ballottaggio    | 6.165                       | 33,65 | 472                     | 2,80   | -     |       |
| Alleanza Nazionale                   | Giulio Steri Accede al ballottaggio    | 6.165                       | 33,65 | 248                     | 1,47   | -     |       |
| Fortza Paris - Nuovo PSI             | Giulio Steri Accede al ballottaggio    | 6.165                       | 33,65 | 200                     | 1,19   | -     |       |
| Seggio al candidato sindaco          | Seggio al candidato sindaco            | Seggio al candidato sindaco | 33,65 | 1                       |        |       |       |
|                                      | Paolo Fogu                             | 4.666                       | 25,47 | Lista Fogu (A)          | 1.304  | 7,73  | 1     |
| Lista per Iglesias (B)               | Paolo Fogu                             | 4.666                       | 25,47 | 1.290                   | 7,65   | -     |       |
| Popolari UDEUR                       | Paolo Fogu                             | 4.666                       | 25,47 | 558                     | 3,31   | -     |       |
| Partito Sardo d'Azione               | Paolo Fogu                             | 4.666                       | 25,47 | 351                     | 2,08   | -     |       |
| Seggio al candidato sindaco          | Seggio al candidato sindaco            | Seggio al candidato sindaco | 25,47 | 1                       |        |       |       |
| Totale                               | Totale                                 | 18.322                      |       |                         | 16.859 |       | 20    |

- Le liste contrassegnate con le lettere A e B sono apparentate al secondo turno con il candidato sindaco Giulio Steri.

Ballottaggio
| Candidati | Candidati                  | Voti   | %      |
| --------- | -------------------------- | ------ | ------ |
|           | Pierluigi Carta ✔️ Sindaco | 9.285  | 55,52  |
|           | Giulio Steri               | 7.440  | 44,48  |
| Totale    | Totale                     | 16.725 | 100,00 |

#### Nuoro
| Candidati                            | Candidati                     | Voti                        | %     | Liste                                        | Voti   | %     | Seggi |
| ------------------------------------ | ----------------------------- | --------------------------- | ----- | -------------------------------------------- | ------ | ----- | ----- |
|                                      | Mario Demuru Zidda ✔️ Sindaco | 13.805                      | 56,53 | La Margherita                                | 4.750  | 20,75 | 9     |
| Democratici di Sinistra              | Mario Demuru Zidda ✔️ Sindaco | 13.805                      | 56,53 | 3.670                                        | 16,03  | 7     |       |
| Socialisti Democratici Italiani      | Mario Demuru Zidda ✔️ Sindaco | 13.805                      | 56,53 | 2.595                                        | 11,33  | 5     |       |
| Popolari UDEUR                       | Mario Demuru Zidda ✔️ Sindaco | 13.805                      | 56,53 | 1.300                                        | 5,68   | 2     |       |
| Partito della Rifondazione Comunista | Mario Demuru Zidda ✔️ Sindaco | 13.805                      | 56,53 | 1.289                                        | 5,63   | 2     |       |
| Partito Sardo d'Azione               | Mario Demuru Zidda ✔️ Sindaco | 13.805                      | 56,53 | 765                                          | 3,34   | 1     |       |
| Federazione dei Verdi                | Mario Demuru Zidda ✔️ Sindaco | 13.805                      | 56,53 | 712                                          | 3,11   | 1     |       |
| Partito dei Comunisti Italiani       | Mario Demuru Zidda ✔️ Sindaco | 13.805                      | 56,53 | 711                                          | 3,11   | 1     |       |
|                                      | Giuseppe Tupponi              | 5.266                       | 21,56 | La Città in Comune                           | 3.318  | 14,49 | 6     |
|                                      | Roberto Capelli               | 4.034                       | 16,52 | Unione dei Democratici Cristiani e di Centro | 1.324  | 5,78  | 2     |
| Per Nuoro                            | Roberto Capelli               | 4.034                       | 16,52 | 1.148                                        | 5,01   | 2     |       |
| Fortza Paris                         | Roberto Capelli               | 4.034                       | 16,52 | 915                                          | 4,00   | 1     |       |
| Seggio al candidato sindaco          | Seggio al candidato sindaco   | Seggio al candidato sindaco | 16,52 | 1                                            |        |       |       |
|                                      | Leonardo Soddu                | 1.316                       | 5,39  | Lista Tecnica                                | 397    | 1,73  | -     |
| Totale                               | Totale                        | 24.421                      |       |                                              | 22.894 |       | 40    |

#### Sassari
| Candidati                                    | Candidati                   | Voti                        | %     | Liste                   | Voti   | %     | Seggi |
| -------------------------------------------- | --------------------------- | --------------------------- | ----- | ----------------------- | ------ | ----- | ----- |
|                                              | Gianfranco Ganau ✔️ Sindaco | 46.000                      | 58,11 | Democratici di Sinistra | 11.442 | 15,73 | 7     |
| La Margherita                                | Gianfranco Ganau ✔️ Sindaco | 46.000                      | 58,11 | 9.508                   | 13,07  | 6     |       |
| Popolari UDEUR                               | Gianfranco Ganau ✔️ Sindaco | 46.000                      | 58,11 | 6.079                   | 8,35   | 3     |       |
| Progetto Sardegna                            | Gianfranco Ganau ✔️ Sindaco | 46.000                      | 58,11 | 5.076                   | 6,98   | 3     |       |
| Partito Sardo d'Azione                       | Gianfranco Ganau ✔️ Sindaco | 46.000                      | 58,11 | 3.096                   | 4,26   | 2     |       |
| Socialisti Democratici Italiani              | Gianfranco Ganau ✔️ Sindaco | 46.000                      | 58,11 | 2.541                   | 3,49   | 1     |       |
| Autonomia Socialista                         | Gianfranco Ganau ✔️ Sindaco | 46.000                      | 58,11 | 1.939                   | 2,66   | 1     |       |
| Partito della Rifondazione Comunista         | Gianfranco Ganau ✔️ Sindaco | 46.000                      | 58,11 | 1.749                   | 2,40   | 1     |       |
|                                              | Sergio Milia                | 28.830                      | 36,42 | Forza Italia            | 10.735 | 14,75 | 6     |
| Alleanza Nazionale                           | Sergio Milia                | 28.830                      | 36,42 | 4.763                   | 6,55   | 3     |       |
| Unione dei Democratici Cristiani e di Centro | Sergio Milia                | 28.830                      | 36,42 | 3.717                   | 5,11   | 2     |       |
| Sassari Sveglia                              | Sergio Milia                | 28.830                      | 36,42 | 2.298                   | 3,16   | 1     |       |
| Riformatori Sardi                            | Sergio Milia                | 28.830                      | 36,42 | 2.198                   | 3,02   | 1     |       |
| Rinascita Sassarese                          | Sergio Milia                | 28.830                      | 36,42 | 1.707                   | 2,35   | 1     |       |
| Fortza Paris                                 | Sergio Milia                | 28.830                      | 36,42 | 852                     | 1,17   | -     |       |
| Unione Democratica Sarda                     | Sergio Milia                | 28.830                      | 36,42 | 845                     | 1,16   | -     |       |
| Nuovo PSI                                    | Sergio Milia                | 28.830                      | 36,42 | 687                     | 0,94   | -     |       |
| Seggio al candidato sindaco                  | Seggio al candidato sindaco | Seggio al candidato sindaco | 36,42 | 1                       |        |       |       |
|                                              | Salvatore Piana             | 2.579                       | 3,26  | Uniti per Sassari       | 2.354  | 3,24  | 1     |
|                                              | Massimo Mele                | 996                         | 1,26  | Lista Angioy            | 552    | 0,76  | -     |
|                                              | Maria Giovanni Satta        | 749                         | 0,95  | Sardigna Natzione       | 621    | 0,85  | -     |
| Totale                                       | Totale                      | 79.154                      |       |                         | 72.759 |       | 40    |

## Elezioni comunali del 6 novembre

### Trentino-Alto Adige

#### Bolzano (novembre)
| Candidati                                    | Candidati                    | Voti   | %     | Liste                             | Voti   | %     | Seggi |
| -------------------------------------------- | ---------------------------- | ------ | ----- | --------------------------------- | ------ | ----- | ----- |
|                                              | Luigi Spagnolli ✔️ Sindaco   | 28.992 | 50,35 | Südtiroler Volkspartei            | 11.510 | 21,84 | 11    |
| Democratici di Sinistra                      | Luigi Spagnolli ✔️ Sindaco   | 28.992 | 50,35 | 4.857                             | 9,22   | 5     |       |
| La Margherita                                | Luigi Spagnolli ✔️ Sindaco   | 28.992 | 50,35 | 3.774                             | 7,16   | 4     |       |
| Verdi - Grüne - Vërc                         | Luigi Spagnolli ✔️ Sindaco   | 28.992 | 50,35 | 2.282                             | 4,33   | 2     |       |
| Partito della Rifondazione Comunista         | Luigi Spagnolli ✔️ Sindaco   | 28.992 | 50,35 | 1.586                             | 3,01   | 2     |       |
| Projekt Bozen                                | Luigi Spagnolli ✔️ Sindaco   | 28.992 | 50,35 | 928                               | 1,76   | 1     |       |
| Socialisti Democratici Italiani              | Luigi Spagnolli ✔️ Sindaco   | 28.992 | 50,35 | 814                               | 1,54   | 1     |       |
| Unione dei Democratici Cristiani e di Centro | Luigi Spagnolli ✔️ Sindaco   | 28.992 | 50,35 | 505                               | 0,96   | 1     |       |
| Italia dei Valori                            | Luigi Spagnolli ✔️ Sindaco   | 28.992 | 50,35 | 465                               | 0,88   | -     |       |
| Ladins                                       | Luigi Spagnolli ✔️ Sindaco   | 28.992 | 50,35 | 169                               | 0,32   | -     |       |
|                                              | Giovanni Benussi             | 26.032 | 45,21 | Alleanza Nazionale                | 9.351  | 17,74 | 9     |
| Forza Italia                                 | Giovanni Benussi             | 26.032 | 45,21 | 5.343                             | 10,14  | 5     |       |
| Lista Benussi                                | Giovanni Benussi             | 26.032 | 45,21 | 4.621                             | 8,77   | 4     |       |
| Democrazia Cristiana per le Autonomie        | Giovanni Benussi             | 26.032 | 45,21 | 1.726                             | 3,28   | 2     |       |
| Unitalia                                     | Giovanni Benussi             | 26.032 | 45,21 | 1.691                             | 3,21   | 2     |       |
| Lega Nord                                    | Giovanni Benussi             | 26.032 | 45,21 | 508                               | 0,96   | 1     |       |
| Nuovo PSI                                    | Giovanni Benussi             | 26.032 | 45,21 | 136                               | 0,26   | -     |       |
|                                              | Donatella Trevisan           | 798    | 1,39  | Cittadinanza Attiva - Bozen Aktiv | 761    | 1,44  | -     |
|                                              | Viviana Delli Zotti          | 781    | 1,36  | Al Centro con Cigolla             | 746    | 1,42  | -     |
|                                              | Luciano Munerato             | 570    | 0,99  | Partito dei Comunisti Italiani    | 531    | 1,01  | -     |
|                                              | Alexander Bonsignore         | 290    | 0,50  | Partito per Tutti                 | 279    | 0,53  | -     |
|                                              | Patrizia Maddalena Marangoni | 119    | 0,21  | Südtiroler Volksbewegung          | 118    | 0,22  | -     |
| Totale                                       | Totale                       | 57.582 | 100   |                                   | 52.701 | 100   | 50    |

## Elezioni comunali del 27 novembre

### Sicilia

#### Messina
| Candidati                                    | Candidati                                    | Voti    | %     | Liste                     | Voti    | %    | Seggi |
| -------------------------------------------- | -------------------------------------------- | ------- | ----- | ------------------------- | ------- | ---- | ----- |
|                                              | Luigi Ragno Accede al ballottaggio           | 67.833  | 45,98 | Forza Italia              | 12.297  | 8,68 | 5     |
| Alleanza Nazionale                           | Luigi Ragno Accede al ballottaggio           | 67.833  | 45,98 | 11.326                    | 7,99    | 5    |       |
| UDC per Messina con D'Alia                   | Luigi Ragno Accede al ballottaggio           | 67.833  | 45,98 | 11.274                    | 7,95    | 5    |       |
| Unione dei Democratici Cristiani e di Centro | Luigi Ragno Accede al ballottaggio           | 67.833  | 45,98 | 6.217                     | 4,39    | 3    |       |
| Nuova Sicilia                                | Luigi Ragno Accede al ballottaggio           | 67.833  | 45,98 | 4.762                     | 3,36    | 2    |       |
| Ragno Sindaco                                | Luigi Ragno Accede al ballottaggio           | 67.833  | 45,98 | 3.810                     | 2,69    | 1    |       |
| Città per l'Uomo                             | Luigi Ragno Accede al ballottaggio           | 67.833  | 45,98 | 3.807                     | 2,69    | 1    |       |
| Azzurri per Messina                          | Luigi Ragno Accede al ballottaggio           | 67.833  | 45,98 | 2.548                     | 1,80    | 1    |       |
| Partito Repubblicano Italiano                | Luigi Ragno Accede al ballottaggio           | 67.833  | 45,98 | 2.528                     | 1,78    | 1    |       |
| Alleanza per Messina                         | Luigi Ragno Accede al ballottaggio           | 67.833  | 45,98 | 2.430                     | 1,71    | 1    |       |
| UDC Messina nel Cuore                        | Luigi Ragno Accede al ballottaggio           | 67.833  | 45,98 | 2.228                     | 1,57    | 1    |       |
| Alleanza Giovani                             | Luigi Ragno Accede al ballottaggio           | 67.833  | 45,98 | 2.043                     | 1,44    | -    |       |
| Area AN Destra Sociale                       | Luigi Ragno Accede al ballottaggio           | 67.833  | 45,98 | 2.039                     | 1,44    | -    |       |
| Alleanza Rosa                                | Luigi Ragno Accede al ballottaggio           | 67.833  | 45,98 | 2.015                     | 1,42    | -    |       |
| Casa delle Libertà                           | Luigi Ragno Accede al ballottaggio           | 67.833  | 45,98 | 1.789                     | 1,26    | -    |       |
| Alleanza Tricolore                           | Luigi Ragno Accede al ballottaggio           | 67.833  | 45,98 | 1.692                     | 1,19    | -    |       |
| Patto per la Sicilia                         | Luigi Ragno Accede al ballottaggio           | 67.833  | 45,98 | 1.654                     | 1,17    | -    |       |
| Alleanza Futura                              | Luigi Ragno Accede al ballottaggio           | 67.833  | 45,98 | 1.635                     | 1,15    | -    |       |
| Democrazia Cristiana per le Autonomie        | Luigi Ragno Accede al ballottaggio           | 67.833  | 45,98 | 1.128                     | 0,80    | -    |       |
| Fieramente Messinesi                         | Luigi Ragno Accede al ballottaggio           | 67.833  | 45,98 | 897                       | 0,63    | -    |       |
| Cristiani Democratici Uniti per Messina      | Luigi Ragno Accede al ballottaggio           | 67.833  | 45,98 | 698                       | 0,49    | -    |       |
|                                              | Francantonio Genovese Accede al ballottaggio | 67.466  | 45,73 | La Margherita             | 13.505  | 9,53 | 5     |
| Genovese Sindaco                             | Francantonio Genovese Accede al ballottaggio | 67.466  | 45,73 | 10.537                    | 7,43    | 4    |       |
| Democratici di Sinistra                      | Francantonio Genovese Accede al ballottaggio | 67.466  | 45,73 | 6.022                     | 4,25    | 2    |       |
| Con Francantonio per Messina                 | Francantonio Genovese Accede al ballottaggio | 67.466  | 45,73 | 4.567                     | 3,22    | 2    |       |
| Popolari UDEUR                               | Francantonio Genovese Accede al ballottaggio | 67.466  | 45,73 | 4.420                     | 3,12    | 1    |       |
| Socialisti Democratici Italiani              | Francantonio Genovese Accede al ballottaggio | 67.466  | 45,73 | 3.979                     | 2,81    | 1    |       |
| Vince Messina                                | Francantonio Genovese Accede al ballottaggio | 67.466  | 45,73 | 3.549                     | 2,50    | 1    |       |
| Partito della Rifondazione Comunista         | Francantonio Genovese Accede al ballottaggio | 67.466  | 45,73 | 2.456                     | 1,73    | 1    |       |
| Federazione dei Verdi                        | Francantonio Genovese Accede al ballottaggio | 67.466  | 45,73 | 1.836                     | 1,30    | -    |       |
| Ricostruire Messina Insieme                  | Francantonio Genovese Accede al ballottaggio | 67.466  | 45,73 | 1.331                     | 0,94    | -    |       |
| Partito dei Comunisti Italiani               | Francantonio Genovese Accede al ballottaggio | 67.466  | 45,73 | 674                       | 0,48    | -    |       |
| Nuova Presenza                               | Francantonio Genovese Accede al ballottaggio | 67.466  | 45,73 | 565                       | 0,40    | -    |       |
|                                              | Nunzio Romeo                                 | 10.853  | 7,36  | Movimento per l'Autonomia | 4.079   | 2,88 | 2     |
| Solidarietà Orgoglio Sviluppo                | Nunzio Romeo                                 | 10.853  | 7,36  | 1.751                     | 1,24    | -    |       |
| Riscatto per Messina                         | Nunzio Romeo                                 | 10.853  | 7,36  | 1.468                     | 1,04    | -    |       |
| Ama Messina MPA                              | Nunzio Romeo                                 | 10.853  | 7,36  | 942                       | 0,66    | -    |       |
| Alleanza Siciliana                           | Nunzio Romeo                                 | 10.853  | 7,36  | 749                       | 0,53    | -    |       |
|                                              | Filippo Clementi                             | 732     | 0,50  | Alternativa Sociale       | 274     | 0,19 | -     |
|                                              | Vincenzo Alastra                             | 635     | 0,43  | Fiamma Tricolore          | 220     | 0,16 | -     |
| Totale                                       | Totale                                       | 147.519 |       |                           | 141.741 |      | 45    |

Ballottaggio
| Candidati | Candidati                        | Voti   | %     |
| --------- | -------------------------------- | ------ | ----- |
|           | Francantonio Genovese ✔️ Sindaco | 64.808 | 54,57 |
|           | Luigi Ragno                      | 53.943 | 45,43 |
| Totale    |                                  |        |       |

## Elezioni provinciali

### Lazio

#### Provincia di Viterbo
| Candidati                                    | Candidati                                   | Voti                           | %     | Liste                                    | Voti    | %     | Seggi |
| -------------------------------------------- | ------------------------------------------- | ------------------------------ | ----- | ---------------------------------------- | ------- | ----- | ----- |
|                                              | Francesco Battistoni Accede al ballottaggio | 91.180                         | 49,64 | Forza Italia                             | 35.172  | 19,80 | 4     |
| Alleanza Nazionale                           | Francesco Battistoni Accede al ballottaggio | 91.180                         | 49,64 | 31.452                                   | 17,70   | 3     |       |
| Unione dei Democratici Cristiani e di Centro | Francesco Battistoni Accede al ballottaggio | 91.180                         | 49,64 | 16.654                                   | 9,37    | 2     |       |
| Nuovo PSI                                    | Francesco Battistoni Accede al ballottaggio | 91.180                         | 49,64 | 4.397                                    | 2,47    | -     |       |
| Partito Repubblicano Italiano                | Francesco Battistoni Accede al ballottaggio | 91.180                         | 49,64 | 1.477                                    | 0,83    | -     |       |
| Il Trifoglio                                 | Francesco Battistoni Accede al ballottaggio | 91.180                         | 49,64 | 977                                      | 0,55    | -     |       |
| Seggio al candidato presidente               | Seggio al candidato presidente              | Seggio al candidato presidente | 49,64 | 1                                        |         |       |       |
|                                              | Alessandro Mazzoli Accede al ballottaggio   | 66.258                         | 36,07 | Democratici di Sinistra                  | 34.679  | 19,52 | 7     |
| La Margherita                                | Alessandro Mazzoli Accede al ballottaggio   | 66.258                         | 36,07 | 16.467                                   | 9,27    | 3     |       |
| Socialisti Democratici Italiani              | Alessandro Mazzoli Accede al ballottaggio   | 66.258                         | 36,07 | 7.891                                    | 4,44    | 1     |       |
| Partito dei Comunisti Italiani               | Alessandro Mazzoli Accede al ballottaggio   | 66.258                         | 36,07 | 4.998                                    | 2,81    | 1     |       |
|                                              | Bengasi Battisti                            | 16.692                         | 9,09  | Partito della Rifondazione Comunista (A) | 11.082  | 6,24  | 1     |
| Federazione dei Verdi (B)                    | Bengasi Battisti                            | 16.692                         | 9,09  | 3.513                                    | 1,98    | -     |       |
| Seggio al candidato presidente               | Seggio al candidato presidente              | Seggio al candidato presidente | 9,09  | 1                                        |         |       |       |
|                                              | Ugo Gigli                                   | 6.158                          | 3,35  | Tuscia                                   | 5.672   | 3,19  | -     |
|                                              | Angelo Barboni                              | 3.387                          | 1,84  | Alternativa Sociale                      | 3.226   | 1,82  | -     |
| Totale                                       | Totale                                      | 183.675                        |       |                                          | 177.657 |       | 24    |

- Le liste contrassegnate con le lettere A e B sono apparentate al secondo turno con il candidato presidente Alessandro Mazzoli.

Ballottaggio
| Candidati | Candidati                        | Voti    | %      |
| --------- | -------------------------------- | ------- | ------ |
|           | Alessandro Mazzoli ✔️ Presidente | 84.145  | 52,34  |
|           | Francesco Battistoni             | 76.618  | 47,66  |
| Totale    | Totale                           | 160.763 | 100,00 |

### Campania

#### Provincia di Caserta
| Candidati                                    | Candidati                              | Voti                           | %     | Liste                            | Voti    | %     | Seggi |
| -------------------------------------------- | -------------------------------------- | ------------------------------ | ----- | -------------------------------- | ------- | ----- | ----- |
|                                              | Alessandro De Franciscis ✔️ Presidente | 261.095                        | 52,27 | Democratici di Sinistra          | 60.431  | 12,44 | 6     |
| La Margherita                                | Alessandro De Franciscis ✔️ Presidente | 261.095                        | 52,27 | 57.336                           | 11,81   | 6     |       |
| Popolari UDEUR                               | Alessandro De Franciscis ✔️ Presidente | 261.095                        | 52,27 | 37.838                           | 7,79    | 4     |       |
| Socialisti Democratici Italiani              | Alessandro De Franciscis ✔️ Presidente | 261.095                        | 52,27 | 25.879                           | 5,33    | 2     |       |
| Partito della Rifondazione Comunista         | Alessandro De Franciscis ✔️ Presidente | 261.095                        | 52,27 | 18.492                           | 3,81    | 2     |       |
| Federazione dei Verdi                        | Alessandro De Franciscis ✔️ Presidente | 261.095                        | 52,27 | 15.866                           | 3,27    | 1     |       |
| Per De Franciscis                            | Alessandro De Franciscis ✔️ Presidente | 261.095                        | 52,27 | 14.182                           | 2,92    | 1     |       |
| Partito dei Comunisti Italiani               | Alessandro De Franciscis ✔️ Presidente | 261.095                        | 52,27 | 8.539                            | 1,76    | -     |       |
| Italia dei Valori - Lista Consumatori        | Alessandro De Franciscis ✔️ Presidente | 261.095                        | 52,27 | 5.824                            | 1,20    | -     |       |
| Democristiani                                | Alessandro De Franciscis ✔️ Presidente | 261.095                        | 52,27 | 4.252                            | 0,88    | -     |       |
| Repubblicani                                 | Alessandro De Franciscis ✔️ Presidente | 261.095                        | 52,27 | 2.318                            | 0,48    | -     |       |
| Repubblicani Europei                         | Alessandro De Franciscis ✔️ Presidente | 261.095                        | 52,27 | 1.273                            | 0,26    | -     |       |
|                                              | Nicola Cosentino                       | 227.644                        | 45,57 | Forza Italia                     | 75.936  | 15,64 | 5     |
| Alleanza Nazionale                           | Nicola Cosentino                       | 227.644                        | 45,57 | 54.002                           | 11,12   | 4     |       |
| Unione dei Democratici Cristiani e di Centro | Nicola Cosentino                       | 227.644                        | 45,57 | 45.568                           | 9,38    | 3     |       |
| Nuovo PSI                                    | Nicola Cosentino                       | 227.644                        | 45,57 | 15.377                           | 3,17    | 1     |       |
| Democrazia Cristiana                         | Nicola Cosentino                       | 227.644                        | 45,57 | 13.279                           | 2,73    | -     |       |
| Partito Liberale Italiano                    | Nicola Cosentino                       | 227.644                        | 45,57 | 9.227                            | 1,90    | -     |       |
| Partito Repubblicano Italiano                | Nicola Cosentino                       | 227.644                        | 45,57 | 5.287                            | 1,09    | -     |       |
| Movimento Idea Sociale                       | Nicola Cosentino                       | 227.644                        | 45,57 | 2.055                            | 0,42    | -     |       |
| Movimento Pro Pensionati                     | Nicola Cosentino                       | 227.644                        | 45,57 | 1.322                            | 0,27    | -     |       |
| Consumatori                                  | Nicola Cosentino                       | 227.644                        | 45,57 | 882                              | 0,18    | -     |       |
| Seggio al candidato presidente               | Seggio al candidato presidente         | Seggio al candidato presidente | 45,57 | 1                                |         |       |       |
|                                              | Giuseppe Di Benedetto                  | 5.674                          | 1,14  | Alternativa Sociale              | 5.476   | 1,13  | -     |
|                                              | Vincenzo Tavoletta                     | 3.903                          | 0,78  | Partito Social Liberale Autonomo | 3.883   | 0,80  | -     |
|                                              | Giuseppe Cirillo                       | 1.236                          | 0,25  | Preservativi Gratis              | 1.109   | 0,23  | -     |
| Totale                                       | Totale                                 | 499.552                        |       |                                  | 485.633 |       | 36    |

### Sardegna

#### Provincia di Cagliari
| Candidati                                                | Candidati                      | Voti                           | %     | Liste                                | Voti    | %     | Seggi |
| -------------------------------------------------------- | ------------------------------ | ------------------------------ | ----- | ------------------------------------ | ------- | ----- | ----- |
|                                                          | Graziano Milia ✔️ Presidente   | 143.448                        | 51,75 | Democratici di Sinistra              | 34.719  | 14,69 | 6     |
| La Margherita                                            | Graziano Milia ✔️ Presidente   | 143.448                        | 51,75 | 22.601                               | 9,56    | 4     |       |
| Partito della Rifondazione Comunista                     | Graziano Milia ✔️ Presidente   | 143.448                        | 51,75 | 13.712                               | 5,80    | 2     |       |
| Partito Sardo d'Azione                                   | Graziano Milia ✔️ Presidente   | 143.448                        | 51,75 | 11.015                               | 4,66    | 1     |       |
| Socialisti Democratici Italiani                          | Graziano Milia ✔️ Presidente   | 143.448                        | 51,75 | 9.094                                | 3,85    | 1     |       |
| Progetto Sardegna                                        | Graziano Milia ✔️ Presidente   | 143.448                        | 51,75 | 8.290                                | 3,51    | 1     |       |
| Popolari UDEUR                                           | Graziano Milia ✔️ Presidente   | 143.448                        | 51,75 | 8.198                                | 3,47    | 1     |       |
| Partito dei Comunisti Italiani                           | Graziano Milia ✔️ Presidente   | 143.448                        | 51,75 | 6.697                                | 2,83    | 1     |       |
| Italia dei Valori                                        | Graziano Milia ✔️ Presidente   | 143.448                        | 51,75 | 5.988                                | 2,53    | 1     |       |
| Federazione dei Verdi                                    | Graziano Milia ✔️ Presidente   | 143.448                        | 51,75 | 3.409                                | 1,44    | -     |       |
| Ambientalisti                                            | Graziano Milia ✔️ Presidente   | 143.448                        | 51,75 | 774                                  | 0,33    | -     |       |
|                                                          | Mariano Delogu                 | 122.526                        | 44,20 | Forza Italia                         | 26.560  | 11,24 | 3     |
| Riformatori Sardi                                        | Mariano Delogu                 | 122.526                        | 44,20 | 21.408                               | 9,06    | 3     |       |
| Unione dei Democratici Cristiani e di Centro             | Mariano Delogu                 | 122.526                        | 44,20 | 21.218                               | 8,98    | 2     |       |
| Alleanza Nazionale                                       | Mariano Delogu                 | 122.526                        | 44,20 | 18.953                               | 8,02    | 2     |       |
| Fortza Paris                                             | Mariano Delogu                 | 122.526                        | 44,20 | 8.860                                | 3,75    | 1     |       |
| Partito Repubblicano Italiano - Unione Democratica Sarda | Mariano Delogu                 | 122.526                        | 44,20 | 5.020                                | 2,12    | -     |       |
| Seggio al candidato presidente                           | Seggio al candidato presidente | Seggio al candidato presidente | 44,20 | 1                                    |         |       |       |
|                                                          | Matteo Pirina                  | 2.896                          | 1,04  | Agricoltori Cacciatori Pescatori     | 2.729   | 1,15  | -     |
|                                                          | Raffaele Angioni               | 2.215                          | 0,80  | Sardigna Natzione                    | 2.037   | 0,86  | -     |
|                                                          | Elisabetta Pitzurra            | 2.196                          | 0,79  | Indipendèntzia Repùbrica de Sardigna | 1.897   | 0,80  | -     |
|                                                          | Irene Massa                    | 2.034                          | 0,73  | Progetto Donna                       | 1.519   | 0,64  | -     |
|                                                          | Antonio Pisano                 | 1.863                          | 0,67  | Natura Ambiente Territorio           | 1.644   | 0,70  | -     |
| Totale                                                   | Totale                         | 277.178                        |       |                                      | 236.342 |       | 30    |

#### Provincia di Carbonia-Iglesias
| Candidati                                          | Candidati                        | Voti                           | %     | Liste                                        | Voti   | %     | Seggi |
| -------------------------------------------------- | -------------------------------- | ------------------------------ | ----- | -------------------------------------------- | ------ | ----- | ----- |
|                                                    | Pierfranco Gaviano ✔️ Presidente | 41.187                         | 54,87 | Democratici di Sinistra                      | 12.852 | 17,98 | 5     |
| La Margherita                                      | Pierfranco Gaviano ✔️ Presidente | 41.187                         | 54,87 | 6.637                                        | 9,28   | 3     |       |
| Socialisti Democratici Italiani - Socialisti Uniti | Pierfranco Gaviano ✔️ Presidente | 41.187                         | 54,87 | 4.629                                        | 6,47   | 2     |       |
| Partito della Rifondazione Comunista               | Pierfranco Gaviano ✔️ Presidente | 41.187                         | 54,87 | 4.498                                        | 6,29   | 2     |       |
| Partito Sardo d'Azione                             | Pierfranco Gaviano ✔️ Presidente | 41.187                         | 54,87 | 3.023                                        | 4,23   | 1     |       |
| Progetto Sardegna                                  | Pierfranco Gaviano ✔️ Presidente | 41.187                         | 54,87 | 2.498                                        | 3,49   | 1     |       |
| Popolari UDEUR                                     | Pierfranco Gaviano ✔️ Presidente | 41.187                         | 54,87 | 2.155                                        | 3,01   | -     |       |
| Partito dei Comunisti Italiani                     | Pierfranco Gaviano ✔️ Presidente | 41.187                         | 54,87 | 1.836                                        | 2,57   | -     |       |
| Italia dei Valori                                  | Pierfranco Gaviano ✔️ Presidente | 41.187                         | 54,87 | 1.245                                        | 1,74   | -     |       |
|                                                    | Antonio Macciò                   | 29.614                         | 39,45 | Unione dei Democratici Cristiani e di Centro | 12.377 | 17,31 | 4     |
| Forza Italia                                       | Antonio Macciò                   | 29.614                         | 39,45 | 6.175                                        | 8,64   | 2     |       |
| Riformatori Sardi                                  | Antonio Macciò                   | 29.614                         | 39,45 | 4.440                                        | 6,21   | 1     |       |
| Alleanza Nazionale                                 | Antonio Macciò                   | 29.614                         | 39,45 | 3.000                                        | 4,20   | 1     |       |
| Nuovo PSI                                          | Antonio Macciò                   | 29.614                         | 39,45 | 801                                          | 1,12   | -     |       |
| Fortza Paris                                       | Antonio Macciò                   | 29.614                         | 39,45 | 696                                          | 0,97   | -     |       |
| Partito Repubblicano Italiano                      | Antonio Macciò                   | 29.614                         | 39,45 | 598                                          | 0,84   | -     |       |
| Seggio al candidato presidente                     | Seggio al candidato presidente   | Seggio al candidato presidente | 39,45 | 1                                            |        |       |       |
|                                                    | Alessandro Masciarelli           | 3.229                          | 4,30  | Unione Democratica Sarda                     | 3.077  | 4,30  | 1     |
|                                                    | Giovannino Sedda                 | 699                            | 0,93  | Indipendèntzia Repùbrica de Sardigna         | 647    | 0,90  | -     |
|                                                    | Sergio Gabriele Cossu            | 331                            | 0,44  | Sardigna Natzione                            | 311    | 0,43  | -     |
| Totale                                             | Totale                           | 75.060                         |       |                                              | 71.495 |       | 24    |

#### Provincia del Medio Campidano
| Candidati                                          | Candidati                      | Voti                           | %     | Liste                                | Voti   | %     | Seggi |
| -------------------------------------------------- | ------------------------------ | ------------------------------ | ----- | ------------------------------------ | ------ | ----- | ----- |
|                                                    | Fulvio Tocco ✔️ Presidente     | 39.624                         | 67,16 | Democratici di Sinistra              | 13.578 | 23,29 | 7     |
| La Margherita                                      | Fulvio Tocco ✔️ Presidente     | 39.624                         | 67,16 | 6.772                                | 11,61  | 3     |       |
| Partito della Rifondazione Comunista               | Fulvio Tocco ✔️ Presidente     | 39.624                         | 67,16 | 3.558                                | 6,10   | 2     |       |
| Popolari UDEUR                                     | Fulvio Tocco ✔️ Presidente     | 39.624                         | 67,16 | 3.418                                | 5,86   | 2     |       |
| Progetto Sardegna                                  | Fulvio Tocco ✔️ Presidente     | 39.624                         | 67,16 | 3.089                                | 5,30   | 1     |       |
| Partito Sardo d'Azione                             | Fulvio Tocco ✔️ Presidente     | 39.624                         | 67,16 | 2.583                                | 4,43   | 1     |       |
| Socialisti Democratici Italiani - Socialisti Uniti | Fulvio Tocco ✔️ Presidente     | 39.624                         | 67,16 | 2.532                                | 4,34   | 1     |       |
| Partito dei Comunisti Italiani                     | Fulvio Tocco ✔️ Presidente     | 39.624                         | 67,16 | 1.971                                | 3,38   | 1     |       |
| Italia dei Valori                                  | Fulvio Tocco ✔️ Presidente     | 39.624                         | 67,16 | 1.261                                | 2,16   | -     |       |
| Federazione dei Verdi                              | Fulvio Tocco ✔️ Presidente     | 39.624                         | 67,16 | 504                                  | 0,86   | -     |       |
|                                                    | Francesco Atzori               | 14.387                         | 24,39 | Alleanza Nazionale                   | 4.543  | 7,79  | 2     |
| Forza Italia                                       | Francesco Atzori               | 14.387                         | 24,39 | 3.506                                | 6,01   | 1     |       |
| Unione dei Democratici Cristiani e di Centro       | Francesco Atzori               | 14.387                         | 24,39 | 2.669                                | 4,58   | 1     |       |
| Riformatori Sardi                                  | Francesco Atzori               | 14.387                         | 24,39 | 2.215                                | 3,80   | 1     |       |
| Nuovo PSI                                          | Francesco Atzori               | 14.387                         | 24,39 | 1.367                                | 2,34   | -     |       |
| Seggio al candidato presidente                     | Seggio al candidato presidente | Seggio al candidato presidente | 24,39 | 1                                    |        |       |       |
|                                                    | Giuseppe Spiga                 | 1.579                          | 2,68  | Natura Ambiente Territorio           | 1.537  | 2,64  | -     |
|                                                    | Angelo Giuseppe Agabbio        | 1.450                          | 2,46  | Nuova Provincia Medio Campidano      | 1.413  | 2,42  | -     |
|                                                    | Silvio Aresti                  | 1.126                          | 1,91  | Autonomia Socialista                 | 965    | 1,65  | -     |
|                                                    | Francesco Sedda                | 831                            | 1,41  | Indipendèntzia Repùbrica de Sardigna | 831    | 1,43  | -     |
| Totale                                             | Totale                         | 58.997                         |       |                                      | 58.312 |       | 24    |

#### Provincia di Nuoro
| Candidati                                          | Candidati                      | Voti                           | %     | Liste                                | Voti   | %     | Seggi |
| -------------------------------------------------- | ------------------------------ | ------------------------------ | ----- | ------------------------------------ | ------ | ----- | ----- |
|                                                    | Roberto Deriu ✔️ Presidente    | 58.168                         | 60,37 | Democratici di Sinistra              | 16.246 | 17,74 | 5     |
| La Margherita                                      | Roberto Deriu ✔️ Presidente    | 58.168                         | 60,37 | 12.934                               | 14,12  | 4     |       |
| Socialisti Democratici Italiani - Socialisti Uniti | Roberto Deriu ✔️ Presidente    | 58.168                         | 60,37 | 8.678                                | 9,48   | 2     |       |
| Progetto Sardegna                                  | Roberto Deriu ✔️ Presidente    | 58.168                         | 60,37 | 6.764                                | 7,39   | 2     |       |
| Partito Sardo d'Azione                             | Roberto Deriu ✔️ Presidente    | 58.168                         | 60,37 | 6.529                                | 7,13   | 2     |       |
| Partito dei Comunisti Italiani                     | Roberto Deriu ✔️ Presidente    | 58.168                         | 60,37 | 4.172                                | 4,56   | 1     |       |
| Federazione dei Verdi - Autonomia Socialista       | Roberto Deriu ✔️ Presidente    | 58.168                         | 60,37 | 1.428                                | 1,56   | -     |       |
|                                                    | Silvestro Ladu                 | 28.054                         | 29,12 | Fortza Paris                         | 7.277  | 7,95  | 2     |
| Unione dei Democratici Cristiani e di Centro       | Silvestro Ladu                 | 28.054                         | 29,12 | 6.395                                | 6,98   | 2     |       |
| Alleanza Nazionale                                 | Silvestro Ladu                 | 28.054                         | 29,12 | 4.916                                | 5,37   | 1     |       |
| Forza Italia                                       | Silvestro Ladu                 | 28.054                         | 29,12 | 4.139                                | 4,52   | 1     |       |
| Riformatori Sardi                                  | Silvestro Ladu                 | 28.054                         | 29,12 | 3.066                                | 3,35   | -     |       |
| Seggio al candidato presidente                     | Seggio al candidato presidente | Seggio al candidato presidente | 29,12 | 1                                    |        |       |       |
|                                                    | Pietrina Rubanu                | 6.709                          | 6,96  | Partito della Rifondazione Comunista | 5.983  | 6,53  | 1     |
|                                                    | Sebastiano Cumpostu            | 2.076                          | 2,15  | Sardigna Natzione                    | 1.816  | 1,98  | -     |
|                                                    | Pasqualina Soro                | 1.338                          | 1,39  | Indipendèntzia Repùbrica de Sardigna | 1.240  | 1,35  | -     |
| Totale                                             | Totale                         | 96.345                         |       |                                      | 91.583 |       | 24    |

#### Provincia dell'Ogliastra
| Candidati                                          | Candidati                      | Voti                           | %     | Liste                                | Voti   | %     | Seggi |
| -------------------------------------------------- | ------------------------------ | ------------------------------ | ----- | ------------------------------------ | ------ | ----- | ----- |
|                                                    | Pier Luigi Carta ✔️ Presidente | 21.917                         | 59,94 | Democratici di Sinistra              | 5.540  | 15,78 | 5     |
| La Margherita                                      | Pier Luigi Carta ✔️ Presidente | 21.917                         | 59,94 | 4.937                                | 14,06  | 4     |       |
| Socialisti Democratici Italiani - Socialisti Uniti | Pier Luigi Carta ✔️ Presidente | 21.917                         | 59,94 | 2.863                                | 8,15   | 2     |       |
| Partito Sardo d'Azione                             | Pier Luigi Carta ✔️ Presidente | 21.917                         | 59,94 | 2.021                                | 5,76   | 1     |       |
| Popolari UDEUR                                     | Pier Luigi Carta ✔️ Presidente | 21.917                         | 59,94 | 1.888                                | 5,38   | 1     |       |
| Partito della Rifondazione Comunista               | Pier Luigi Carta ✔️ Presidente | 21.917                         | 59,94 | 1.563                                | 4,45   | 1     |       |
| Progetto Sardegna                                  | Pier Luigi Carta ✔️ Presidente | 21.917                         | 59,94 | 1.393                                | 3,97   | 1     |       |
| Partito dei Comunisti Italiani                     | Pier Luigi Carta ✔️ Presidente | 21.917                         | 59,94 | 1.075                                | 3,06   | -     |       |
|                                                    | Attilio Murru                  | 12.454                         | 34,06 | Forza Italia                         | 3.639  | 10,36 | 3     |
| Unione dei Democratici Cristiani e di Centro       | Attilio Murru                  | 12.454                         | 34,06 | 2.356                                | 6,71   | 1     |       |
| Unione Democratica Sarda                           | Attilio Murru                  | 12.454                         | 34,06 | 1.717                                | 4,89   | 1     |       |
| Fortza Paris                                       | Attilio Murru                  | 12.454                         | 34,06 | 1.674                                | 4,77   | 1     |       |
| Alleanza Nazionale                                 | Attilio Murru                  | 12.454                         | 34,06 | 1.266                                | 3,61   | 1     |       |
| Nuovo PSI                                          | Attilio Murru                  | 12.454                         | 34,06 | 1.048                                | 2,98   | -     |       |
| Seggio al candidato presidente                     | Seggio al candidato presidente | Seggio al candidato presidente | 34,06 | 1                                    |        |       |       |
|                                                    | Sergio Deidda                  | 2.195                          | 6,00  | Movimento Popolare Tutela Ambientale | 2.135  | 6,08  | 1     |
| Totale                                             | Totale                         | 36.566                         |       |                                      | 35.115 |       | 24    |

#### Provincia di Olbia-Tempio
| Candidati                                        | Candidati                                       | Voti                           | %     | Liste                                | Voti   | %     | Seggi |
| ------------------------------------------------ | ----------------------------------------------- | ------------------------------ | ----- | ------------------------------------ | ------ | ----- | ----- |
|                                                  | Anna Pietrina Murrighile Accede al ballottaggio | 39.991                         | 46,79 | Democratici di Sinistra              | 11.306 | 13,83 | 5     |
| La Margherita                                    | Anna Pietrina Murrighile Accede al ballottaggio | 39.991                         | 46,79 | 10.262                               | 12,55  | 4     |       |
| Gallura Unita (Progetto Sardegna, SDI, IdV, PRC) | Anna Pietrina Murrighile Accede al ballottaggio | 39.991                         | 46,79 | 6.659                                | 8,15   | 2     |       |
| Popolari UDEUR                                   | Anna Pietrina Murrighile Accede al ballottaggio | 39.991                         | 46,79 | 6.402                                | 7,83   | 2     |       |
| Partito Sardo d'Azione                           | Anna Pietrina Murrighile Accede al ballottaggio | 39.991                         | 46,79 | 3.145                                | 3,85   | 1     |       |
|                                                  | Livio Salvatore Fideli Accede al ballottaggio   | 39.761                         | 46,52 | Forza Italia                         | 12.625 | 15,44 | 4     |
| Unione dei Democratici Cristiani e di Centro     | Livio Salvatore Fideli Accede al ballottaggio   | 39.761                         | 46,52 | 8.495                                | 10,39  | 2     |       |
| Alleanza Nazionale                               | Livio Salvatore Fideli Accede al ballottaggio   | 39.761                         | 46,52 | 8.454                                | 10,34  | 2     |       |
| Riformatori Sardi                                | Livio Salvatore Fideli Accede al ballottaggio   | 39.761                         | 46,52 | 3.294                                | 4,03   | 1     |       |
| Fortza Paris                                     | Livio Salvatore Fideli Accede al ballottaggio   | 39.761                         | 46,52 | 2.987                                | 3,65   | -     |       |
| Nuovo PSI                                        | Livio Salvatore Fideli Accede al ballottaggio   | 39.761                         | 46,52 | 2.041                                | 2,50   | -     |       |
| Partito Repubblicano Italiano                    | Livio Salvatore Fideli Accede al ballottaggio   | 39.761                         | 46,52 | 608                                  | 0,74   | -     |       |
| Seggio al candidato presidente                   | Seggio al candidato presidente                  | Seggio al candidato presidente | 46,52 | 1                                    |        |       |       |
|                                                  | Gian Mario Marongiu                             | 3.731                          | 4,37  | Movimento Popolare Tutela Ambientale | 3.621  | 4,43  | -     |
|                                                  | Giovanni Luigi Pala                             | 1.160                          | 1,36  | Indipendèntzia Repùbrica de Sardigna | 1.083  | 1,32  | -     |
|                                                  | Domenico Careddu                                | 827                            | 0,97  | Sardigna Natzione                    | 770    | 0,94  | -     |
| Totale                                           | Totale                                          | 85.470                         |       |                                      | 81.752 |       | 24    |

Ballottaggio
| Candidati | Candidati                              | Voti   | %      |
| --------- | -------------------------------------- | ------ | ------ |
|           | Anna Pietrina Murrighile ✔️ Presidente | 38.796 | 51,94  |
|           | Livio Salvatore Fideli                 | 35.897 | 48,06  |
| Totale    | Totale                                 | 74.693 | 100,00 |

#### Provincia di Oristano
| Candidati                                    | Candidati                      | Voti                           | %     | Liste                                | Voti   | %     | Seggi |
| -------------------------------------------- | ------------------------------ | ------------------------------ | ----- | ------------------------------------ | ------ | ----- | ----- |
|                                              | Pasquale Onida ✔️ Presidente   | 52.001                         | 52,36 | Fortza Paris                         | 10.945 | 11,39 | 3     |
| Unione dei Democratici Cristiani e di Centro | Pasquale Onida ✔️ Presidente   | 52.001                         | 52,36 | 9.557                                | 9,95   | 3     |       |
| Alleanza Nazionale                           | Pasquale Onida ✔️ Presidente   | 52.001                         | 52,36 | 8.030                                | 8,36   | 2     |       |
| Forza Italia                                 | Pasquale Onida ✔️ Presidente   | 52.001                         | 52,36 | 7.280                                | 7,58   | 2     |       |
| Unione Democratica Sarda                     | Pasquale Onida ✔️ Presidente   | 52.001                         | 52,36 | 7.130                                | 7,42   | 2     |       |
| Riformatori Sardi                            | Pasquale Onida ✔️ Presidente   | 52.001                         | 52,36 | 6.826                                | 7,10   | 2     |       |
| Nuovo PSI                                    | Pasquale Onida ✔️ Presidente   | 52.001                         | 52,36 | 998                                  | 1,04   | -     |       |
|                                              | Silvano Cadoni                 | 44.679                         | 44,98 | Democratici di Sinistra              | 11.795 | 12,27 | 3     |
| La Margherita                                | Silvano Cadoni                 | 44.679                         | 44,98 | 10.954                               | 11,40  | 2     |       |
| Partito Sardo d'Azione                       | Silvano Cadoni                 | 44.679                         | 44,98 | 6.889                                | 7,17   | 1     |       |
| Partito della Rifondazione Comunista         | Silvano Cadoni                 | 44.679                         | 44,98 | 4.488                                | 4,67   | 1     |       |
| Socialisti Democratici Italiani              | Silvano Cadoni                 | 44.679                         | 44,98 | 4.430                                | 4,61   | 1     |       |
| Insieme                                      | Silvano Cadoni                 | 44.679                         | 44,98 | 4.074                                | 4,24   | 1     |       |
| Federazione dei Verdi                        | Silvano Cadoni                 | 44.679                         | 44,98 | 426                                  | 0,44   | -     |       |
| Seggio al candidato presidente               | Seggio al candidato presidente | Seggio al candidato presidente | 44,98 | 1                                    |        |       |       |
|                                              | Francesco Sanna                | 1.876                          | 1,89  | Indipendèntzia Repùbrica de Sardigna | 1.688  | 1,76  | -     |
|                                              | Marcello Muroni                | 764                            | 0,77  | Sardigna Natzione                    | 588    | 0,61  | -     |
| Totale                                       | Totale                         | 99.320                         |       |                                      | 96.098 |       | 24    |

#### Provincia di Sassari
| Candidati                                          | Candidati                        | Voti                           | %     | Liste                                | Voti    | %     | Seggi |
| -------------------------------------------------- | -------------------------------- | ------------------------------ | ----- | ------------------------------------ | ------- | ----- | ----- |
|                                                    | Alessandra Giudici ✔️ Presidente | 117.686                        | 60,72 | Democratici di Sinistra              | 23.871  | 13,22 | 5     |
| La Margherita                                      | Alessandra Giudici ✔️ Presidente | 117.686                        | 60,72 | 19.477                               | 10,78   | 4     |       |
| Popolari UDEUR                                     | Alessandra Giudici ✔️ Presidente | 117.686                        | 60,72 | 16.797                               | 9,30    | 3     |       |
| Partito Sardo d'Azione                             | Alessandra Giudici ✔️ Presidente | 117.686                        | 60,72 | 11.903                               | 6,59    | 2     |       |
| Progetto Sardegna                                  | Alessandra Giudici ✔️ Presidente | 117.686                        | 60,72 | 9.900                                | 5,48    | 2     |       |
| Socialisti Democratici Italiani - Socialisti Uniti | Alessandra Giudici ✔️ Presidente | 117.686                        | 60,72 | 9.805                                | 5,43    | 2     |       |
| Partito della Rifondazione Comunista               | Alessandra Giudici ✔️ Presidente | 117.686                        | 60,72 | 9.236                                | 5,11    | 1     |       |
| Partito dei Comunisti Italiani                     | Alessandra Giudici ✔️ Presidente | 117.686                        | 60,72 | 2.973                                | 1,65    | -     |       |
| Autonomia Socialista                               | Alessandra Giudici ✔️ Presidente | 117.686                        | 60,72 | 2.451                                | 1,36    | -     |       |
| Federazione dei Verdi                              | Alessandra Giudici ✔️ Presidente | 117.686                        | 60,72 | 2.034                                | 1,13    | -     |       |
| Italia dei Valori                                  | Alessandra Giudici ✔️ Presidente | 117.686                        | 60,72 | 1.757                                | 0,97    | -     |       |
|                                                    | Stefano Poddighe                 | 63.394                         | 32,71 | Forza Italia                         | 22.801  | 12,62 | 5     |
| Alleanza Nazionale                                 | Stefano Poddighe                 | 63.394                         | 32,71 | 14.017                               | 7,76    | 3     |       |
| Unione dei Democratici Cristiani e di Centro       | Stefano Poddighe                 | 63.394                         | 32,71 | 7.274                                | 4,03    | 1     |       |
| Lista civica                                       | Stefano Poddighe                 | 63.394                         | 32,71 | 4.309                                | 2,39    | -     |       |
| Fortza Paris                                       | Stefano Poddighe                 | 63.394                         | 32,71 | 3.525                                | 1,95    | -     |       |
| Riformatori Sardi                                  | Stefano Poddighe                 | 63.394                         | 32,71 | 3.297                                | 1,83    | -     |       |
| Rinascita Sassarese                                | Stefano Poddighe                 | 63.394                         | 32,71 | 2.328                                | 1,29    | -     |       |
| Nuovo PSI                                          | Stefano Poddighe                 | 63.394                         | 32,71 | 1.136                                | 0,63    | -     |       |
| Partito Pensionati                                 | Stefano Poddighe                 | 63.394                         | 32,71 | 514                                  | 0,28    | -     |       |
| Seggio al candidato presidente                     | Seggio al candidato presidente   | Seggio al candidato presidente | 32,71 | 1                                    |         |       |       |
|                                                    | Gavino Sale                      | 7.978                          | 4,12  | Indipendèntzia Repùbrica de Sardigna | 6.676   | 3,70  | 1     |
|                                                    | Giovanni Agostino Pinna          | 2.399                          | 1,24  | Democrazia Cristiana                 | 2.273   | 1,26  | -     |
|                                                    | Giovanni Pietro Agostino Marras  | 2.364                          | 1,22  | Sardigna Natzione                    | 2.263   | 1,25  | -     |
| Totale                                             | Totale                           | 193.821                        |       |                                      | 180.617 |       | 30    |